# Briare
Pour l’article ayant un titre homophone, voir Briard.
Pour les articles homonymes, voir Briare (homonymie).
Briare est une commune française située dans le département du Loiret, en région Centre-Val de Loire.

## Géographie

### Localisation

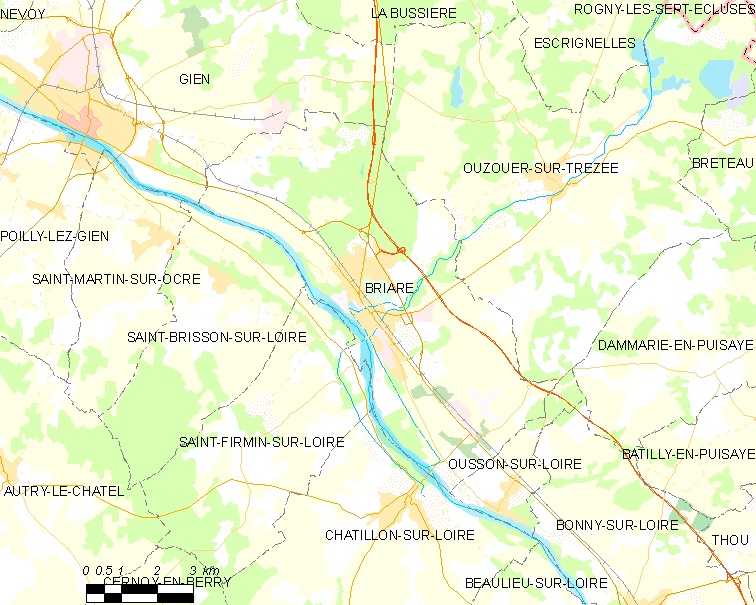
Carte de la commune de Briare et des communes limitrophes.

La commune de Briare () se trouve dans le quadrant sud-est du département du Loiret, dans la région agricole de la Puisaye. À vol d'oiseau, elle se situe à 68,5 km  d'Orléans, préfecture du département et à 39,9 km de Montargis, sous-préfecture.
Les communes les plus proches sont : Saint-Firmin-sur-Loire (1,5 km), Saint-Brisson-sur-Loire (4,2 km), Châtillon-sur-Loire (5,4 km), Saint-Martin-sur-Ocre (6,3 km), Ouzouer-sur-Trézée (6,5 km), Ousson-sur-Loire (6,7 km), Gien (9,8 km), Dammarie-en-Puisaye (10,3 km), Escrignelles (10,7 km) et Autry-le-Châtel (11 km).

### Communes limitrophes
Les communes limitrophes sont Gien, Châtillon-sur-Loire, Ousson-sur-Loire, Ouzouer-sur-Trézée, Saint-Brisson-sur-Loire et Saint-Firmin-sur-Loire.

### Géologie et relief

#### Géologie
La commune se situe dans le sud du Bassin parisien, le plus grand des trois bassins sédimentaires français. Cette vaste dépression, occupée dans le passé par des mers peu profondes et des lacs, a été comblée, au fur et à mesure que son socle s’affaissait, par des sables et des argiles, issus de l’érosion des reliefs alentour, ainsi que des calcaires d’origine biologique, formant ainsi une succession de couches géologiques.
Les couches affleurantes sur le territoire communal sont constituées de formations superficielles du Quaternaire et de roches sédimentaires datant du Cénozoïque, l'ère géologique la plus récente sur l'échelle des temps géologiques, débutant il y a 66 millions d'années, et du Mésozoïque, anciennement appelé Ère secondaire, qui s'étend de −252,2 à −66,0 Ma. La formation la plus ancienne est de la craie blanche à silex remontant à la période Crétacé. La formation la plus récente est des alluvions récentes des lits mineurs remontant à l’époque Holocène de la période Quaternaire. Le descriptif de ces couches est détaillé dans  la feuille « n°432 - Gien » de la carte géologique au 1/50 000ème du département du Loiret, et sa notice associée.

Carte géologique de la commune

|  | Fz :  | alluvions récentes des lits mineurs, Holocène                                                     |
|  | FC :  | alluvions et colluvions du fond des vallées secondaires, Holocène                                 |
|  | Fy :  | alluvions récentes des levées et montilles de la Loire et des basses terrasses du Loing, Holocène |
|  | Fx :  | alluvions de basse terrasse de la Loire, Pléistocène (Wurm), terrasse +5 m                        |
|  | Fw :  | alluvions de haute terrasse de la Loire, Pléistocène (Riss), terrasse +10 -15 m                   |
|  | Fvb : | alluvions de haute terrasse, Pléistocène (Mindel), terrasse +20 m                                 |

|  | FuL : | alluvions de très haute terrasse de la Loire, Pléistocène (Villafranchien), terrasse +40 m |
|  | qCS : | colluvions à silex de versant, Quaternaires                                                |
|  | qN :  | sables et galets éoliens, Quaternaire                                                      |
|  | qOE : | Limons et Loess, Quaternaire                                                               |

|  | m3-p1SASo : | sables et argiles de Sologne, Langhien supérieur à Pliocène inférieur |

|  | e7-g1CBr : | calcaires de Gien et de Briare, Éocène supérieur à Oligocène |
|  | e4PN :     | poudingue de Nemours, Paléocène-Éocène inférieur             |

|  | e1-4S :  | formations détritiques (argiles, sables, conglomérats) et Argiles à silex, Paléocène-Éocène inférieur |
|  | e1-4Rc : | complexe argilo-sableux à silex = argiles à silex, Paléocène-Éocène inférieur                         |

|  | c2Cr :  | craie blanche à silex, Turonien   |
|  | c1CrM : | craie blanche à silex, Cénomanien |

#### Relief
La superficie cadastrale de la commune publiée par l’Insee, qui sert de référence dans toutes les statistiques, est de 45,41 km2,. La superficie géographique, issue de la BD Topo, composante du Référentiel à grande échelle produit par l'IGN, est quant à elle de 45,11 km2. L'altitude du territoire varie entre 122 m et 189 m.

### Hydrographie

#### Un carrefour fluvial

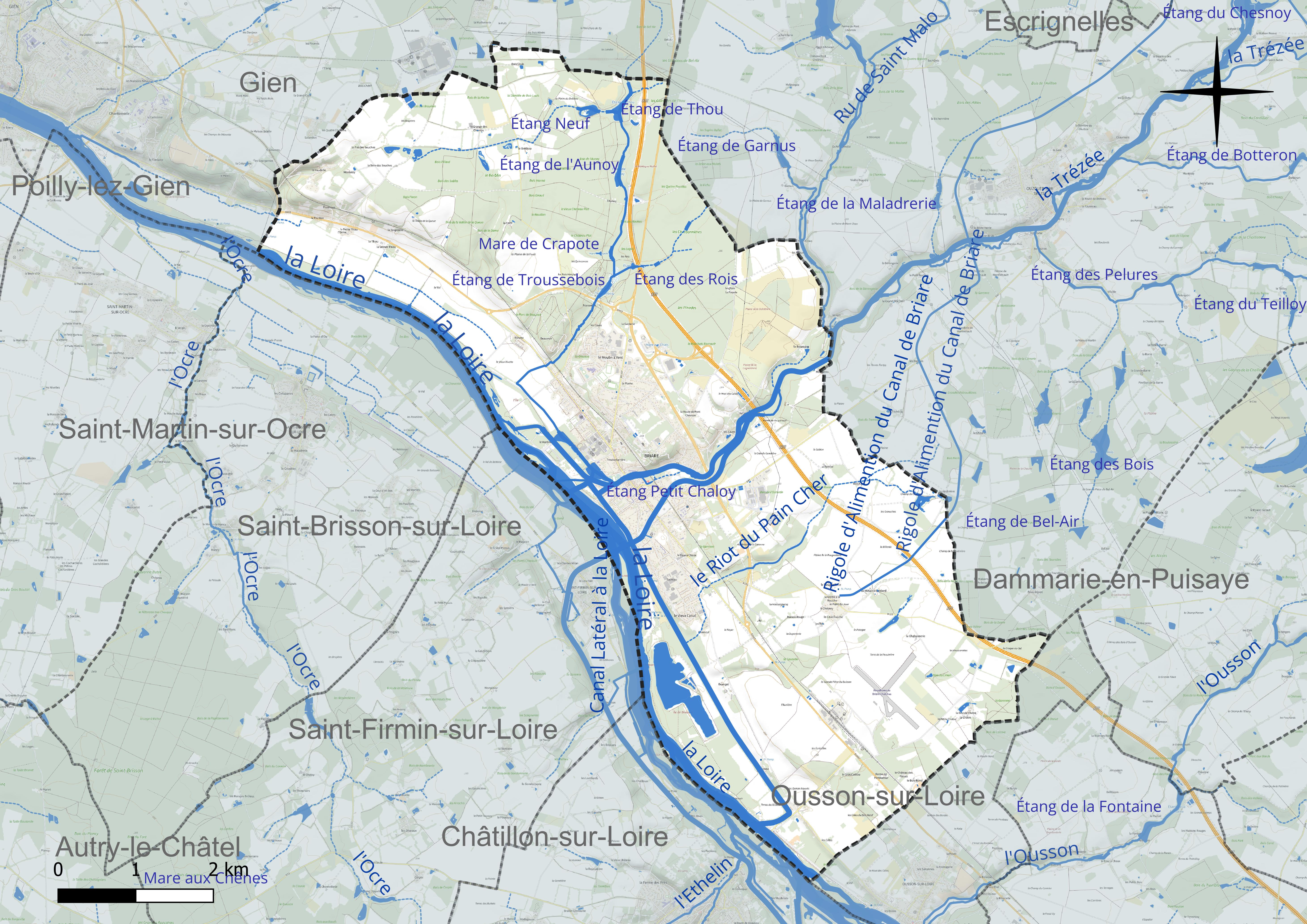
Réseau hydrographique de Briare.

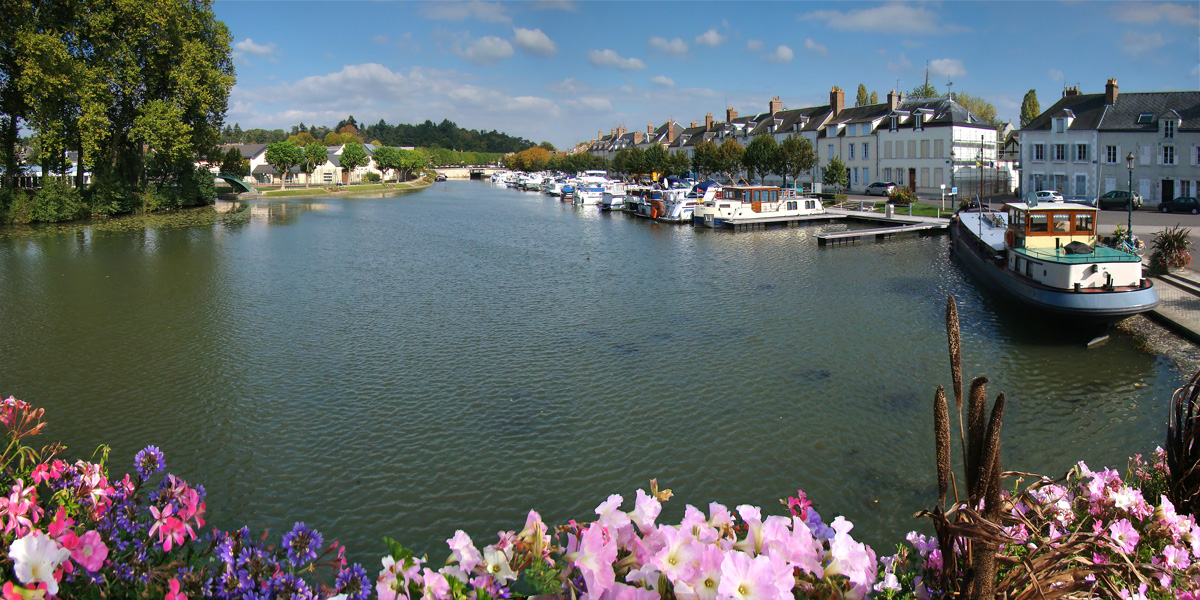
Le port de plaisance.

Le nom que Briare s’est donné, « Briare-le-Canal », est un peu réducteur car Briare ne possède pas un, mais trois canaux. Dès 1605, elle accueille le chantier du « canal de Loyre en Seyne », futur canal de Briare qui sera ouvert totalement en 1642. En 1838, ce canal reçoit, juste à l’amont de son écluse de Baraban, le canal latéral à la Loire qui descend de Digoin. Ce canal traverse la Loire dans son lit-même sur le passage en Loire de Mantelot, à cinq kilomètres en amont, à Châtillon-sur-Loire. Cependant, ce passage en Loire est dangereux et, rapidement, il ne répond plus aux exigences du trafic fluvial. C’est alors qu’en 1896, est construite une nouvelle branche du canal latéral qui traverse le fleuve par le pont-canal de Briare. Cette nouvelle branche du canal latéral à la Loire reçoit le surnom de « nouveau canal » ou « canal neuf ».

#### Cours d'eau
Le réseau hydrographique est composé principalement par la Loire, les canaux, et l'ensemble des cours d’eau venant du plateau que sont :
- la Vaudelle, vallée de fortes pentes boisées, sans cours d’eau significatif ;
- le Guerluchon à travers bois, notamment ceux du domaine de Beauvoir, avec un parcours d’étangs ;
- la Trézée, vallée marquée avec des versants boisés ;
- le Riot du Pain Cher, ponctué de boisements, en limite sud de l’urbanisation ;
- la Métairie Godard.

S'ajoute à ce réseau celui des fossés du val de Loire.

### Climat
Pour des articles plus généraux, voir Climat du Centre-Val de Loire et Climat du Loiret.
En 2010, le climat de la commune est de type climat océanique dégradé des plaines du Centre et du Nord, selon une étude du CNRS s'appuyant sur une série de données couvrant la période 1971-2000. En 2020, Météo-France publie une typologie des climats de la France métropolitaine dans laquelle la commune est exposée à un climat océanique altéré et est dans la région climatique Centre et contreforts nord du Massif Central, caractérisée par un air sec en été et un bon ensoleillement.
Pour la période 1971-2000, la température annuelle moyenne est de 10,6 °C, avec une amplitude thermique annuelle de 15,3 °C. Le cumul annuel moyen de précipitations est de 701 mm, avec 11 jours de précipitations en janvier et 7,4 jours en juillet. Pour la période 1991-2020, la température moyenne annuelle observée sur la station météorologique de Météo-France la plus proche, « Saint Prive », sur la commune de Saint-Privé à 20 km à vol d'oiseau, est de 11,3 °C et le cumul annuel moyen de précipitations est de 769,7 mm,. Pour l'avenir, les paramètres climatiques de la commune estimés pour 2050 selon différents scénarios d'émission de gaz à effet de serre sont consultables sur un site dédié publié par Météo-France en novembre 2022.

### Milieux naturels et biodiversité

#### Réseau Natura 2000
Le réseau Natura 2000 est un réseau écologique européen de sites naturels d’intérêt écologique élaboré à partir des Directives «Habitats » et «Oiseaux ». Ce réseau est constitué de Zones Spéciales de Conservation (ZSC) et de Zones de Protection Spéciale (ZPS). Dans les zones de ce réseau, les États Membres s'engagent à maintenir dans un état de conservation favorable les types d'habitats et d'espèces concernés, par le biais de mesures réglementaires, administratives ou contractuelles. L'objectif est de promouvoir une gestion adaptée des habitats tout en tenant compte des exigences économiques, sociales et culturelles, ainsi que des particularités régionales et locales de chaque État Membre. les activités humaines ne sont pas interdites, dès lors que celles-ci ne remettent pas en cause significativement l’état de conservation favorable des habitats et des espèces concernés,. Les sites Natura 2000 présents sur le territoire communal de Briare sont au nombre de deux.
| Nom                                                 | Numéro    | Type                       | Arrêté        | Superficie | Description |
| --------------------------------------------------- | --------- | -------------------------- | ------------- | ---------- | --- |
| Vallée de la Loire de Tavers à Belleville-sur-Loire | FR2400528 | SIC (Directive "Habitats") | 13 avril 2007 | 7 120 ha   | Le site concerne 51 communes. La délimitation de ce site Natura 2000 est très proche de celle correspondant à la Directive Oiseaux. L'intérêt majeur du site repose sur les milieux ligériens liés à la dynamique du fleuve, qui hébergent de nombreuses espèces citées en annexe II de la directive Habitats. Il est situé dans la frange sud de la commune. |
| Vallée de la Loire du Loiret                        | FR2410017 | ZPS (Directive "Oiseaux")  | 4 mai 2007    | 7 684 ha   | Le site concerne la vallée de la Loire dans le Loiret. Cette ZPS se poursuit en amont et en aval sur les départements voisins. L'intérêt majeur du site repose sur les milieux et les espèces ligériens liés à la dynamique du fleuve. Ces milieux hébergent de nombreuses espèces citées en annexe I de la directive Oiseaux. Le site est caractérisé par la présence de colonies nicheuses de sternes naine et pierregarin et de mouette mélanocéphale. Des sites de pêche du Balbuzard pêcheur sont également présents. Le site est également lieu de reproduction du bihoreau gris, de l'aigrette garzette, de la bondrée apivore, du milan noir, de l'œdicnème criard, du martin-pêcheur, du pic noir, de la pie-grièche écorcheur. Il est situé dans la frange sud de la commune. |

Sélection de représentants de l'avifaune de la zone Natura 2000 « Vallée de la Loire du Loiret ».
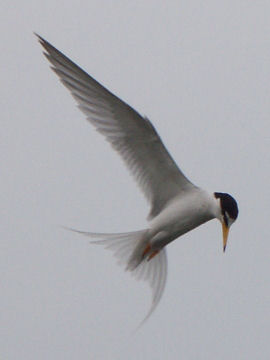
Sterne naine
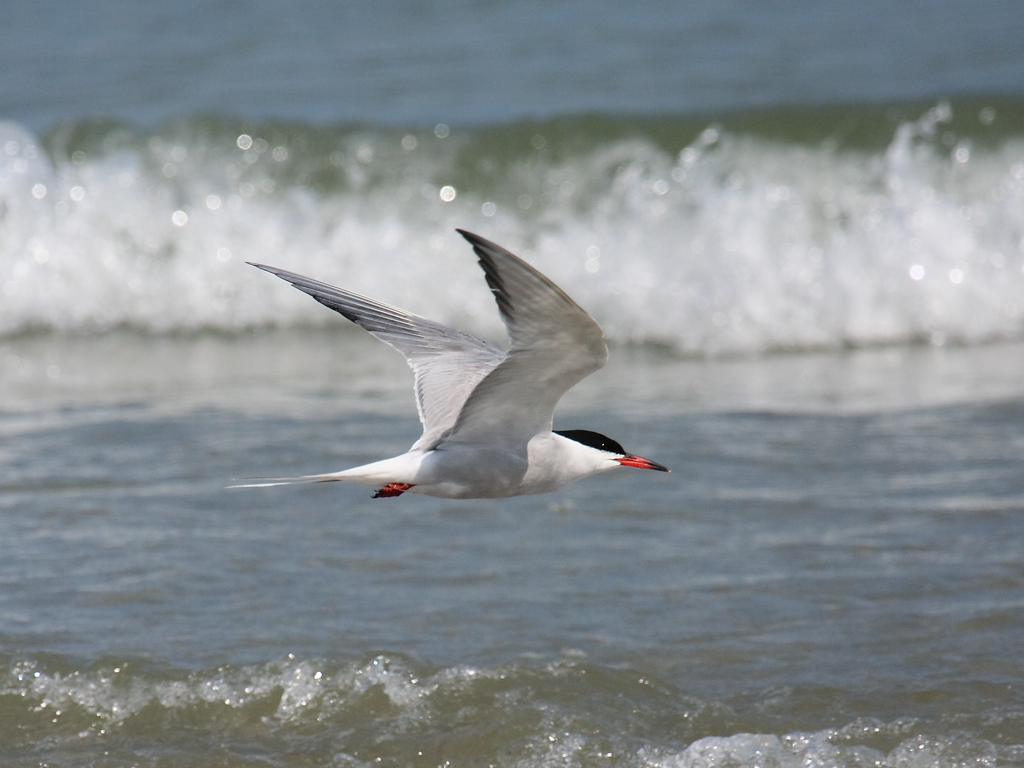
Sterne pierregarin
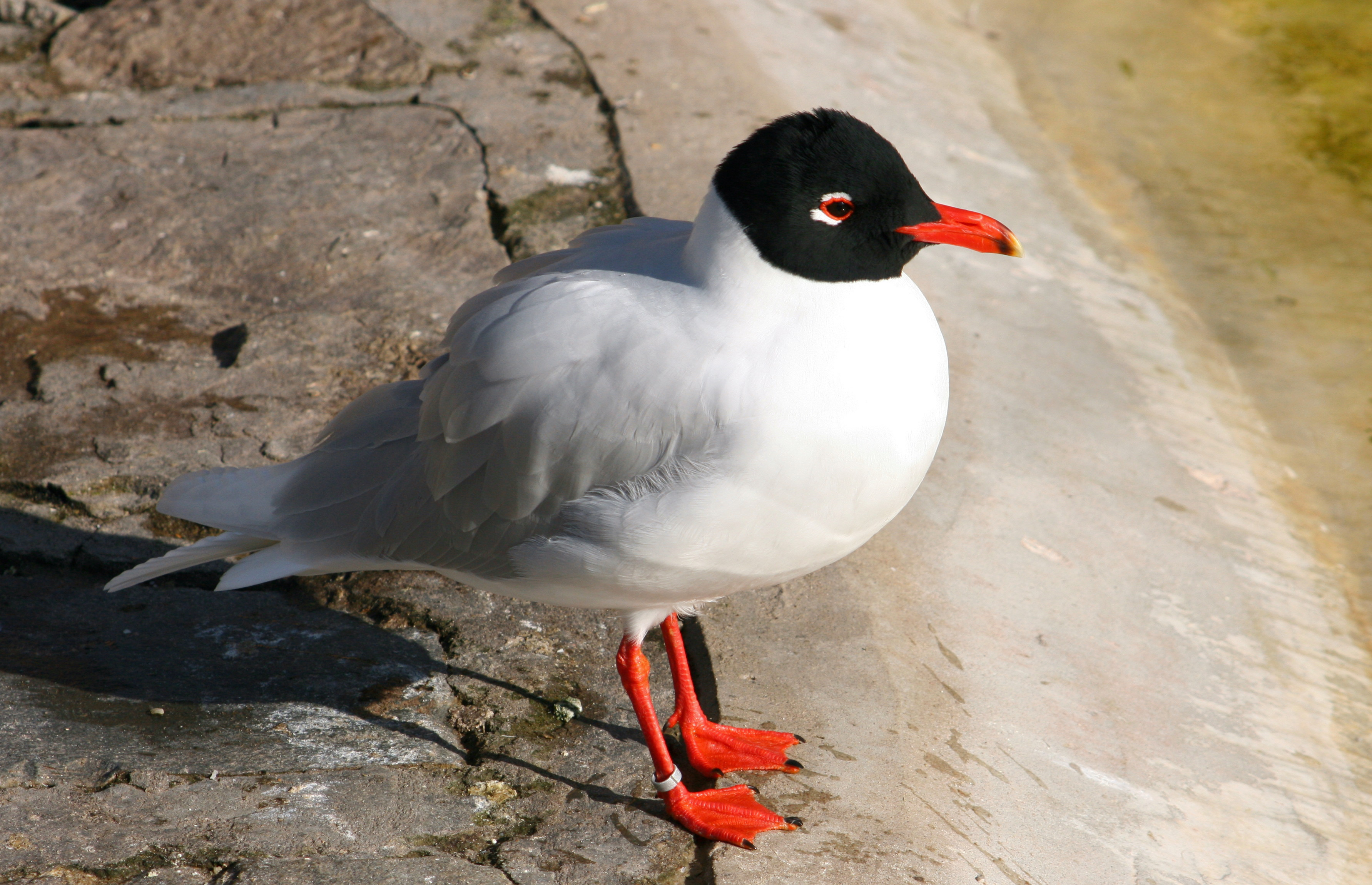
Mouette mélanocéphale
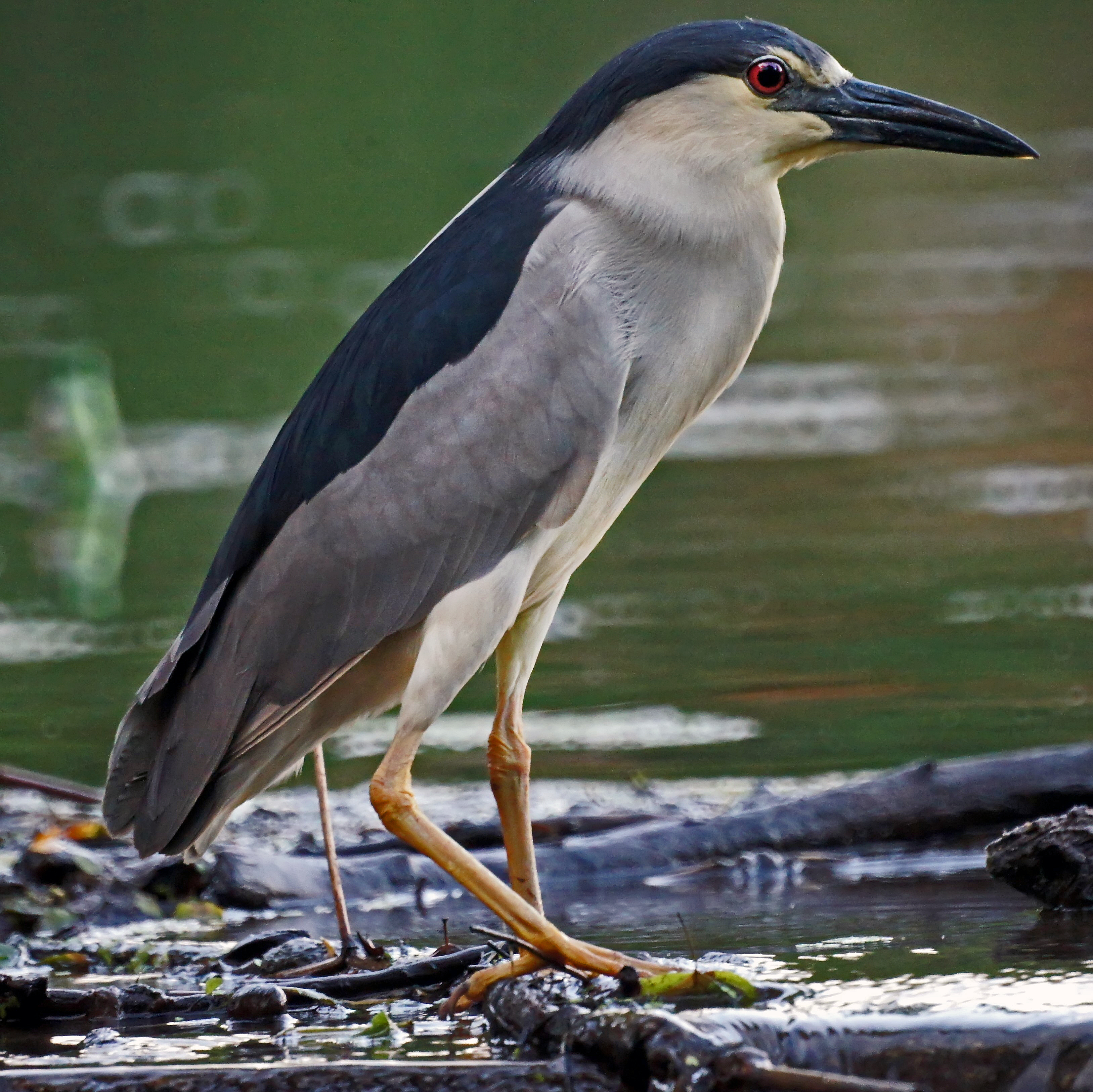
Bihoreau gris
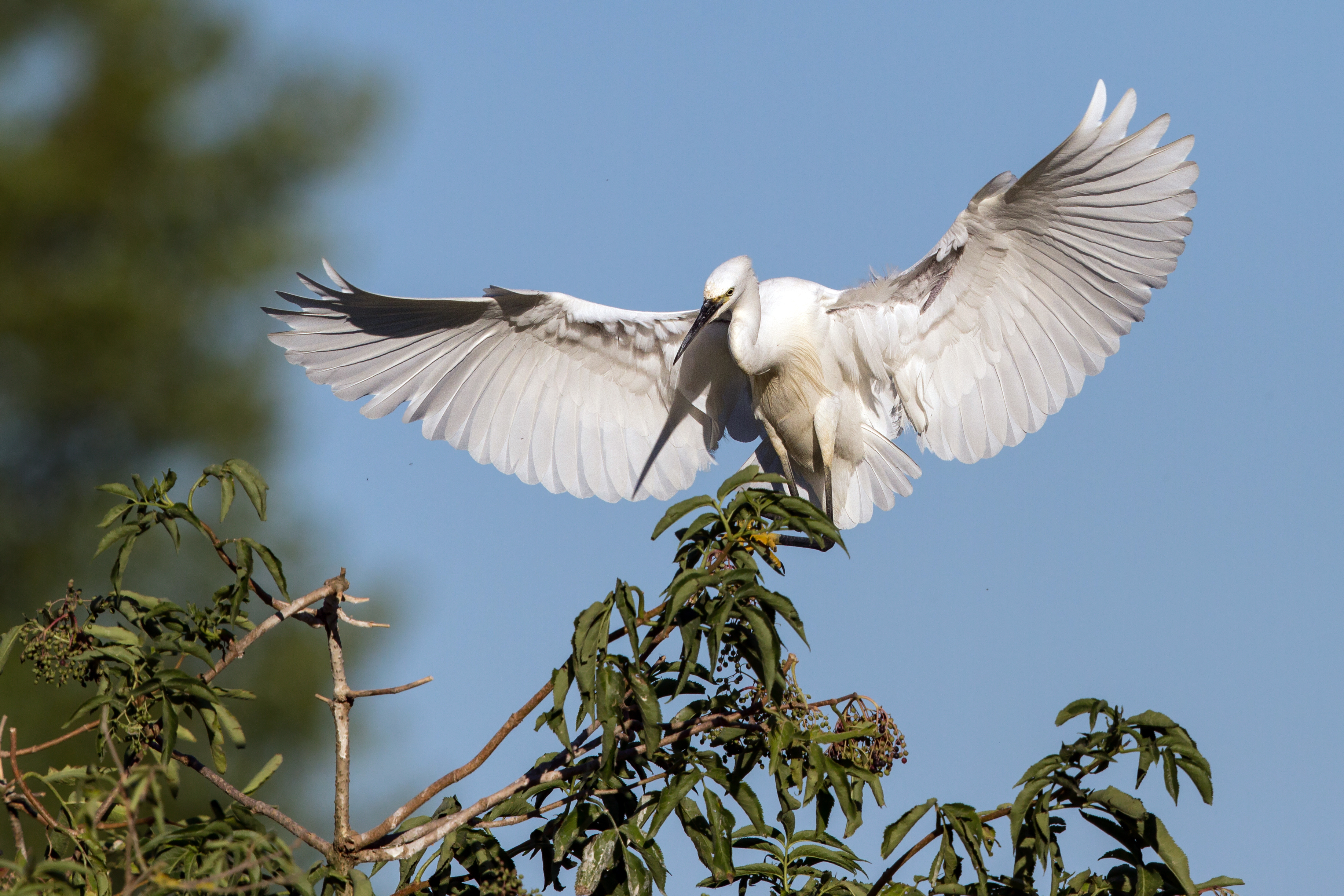
Aigrette garzette
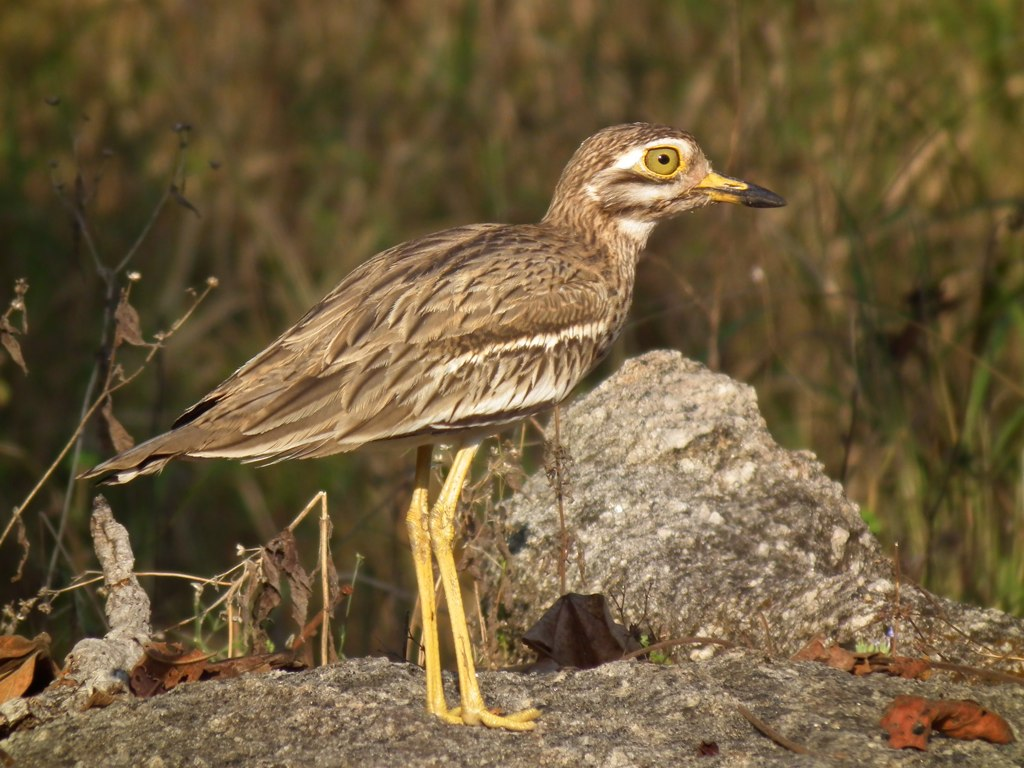
Œdicnème criard
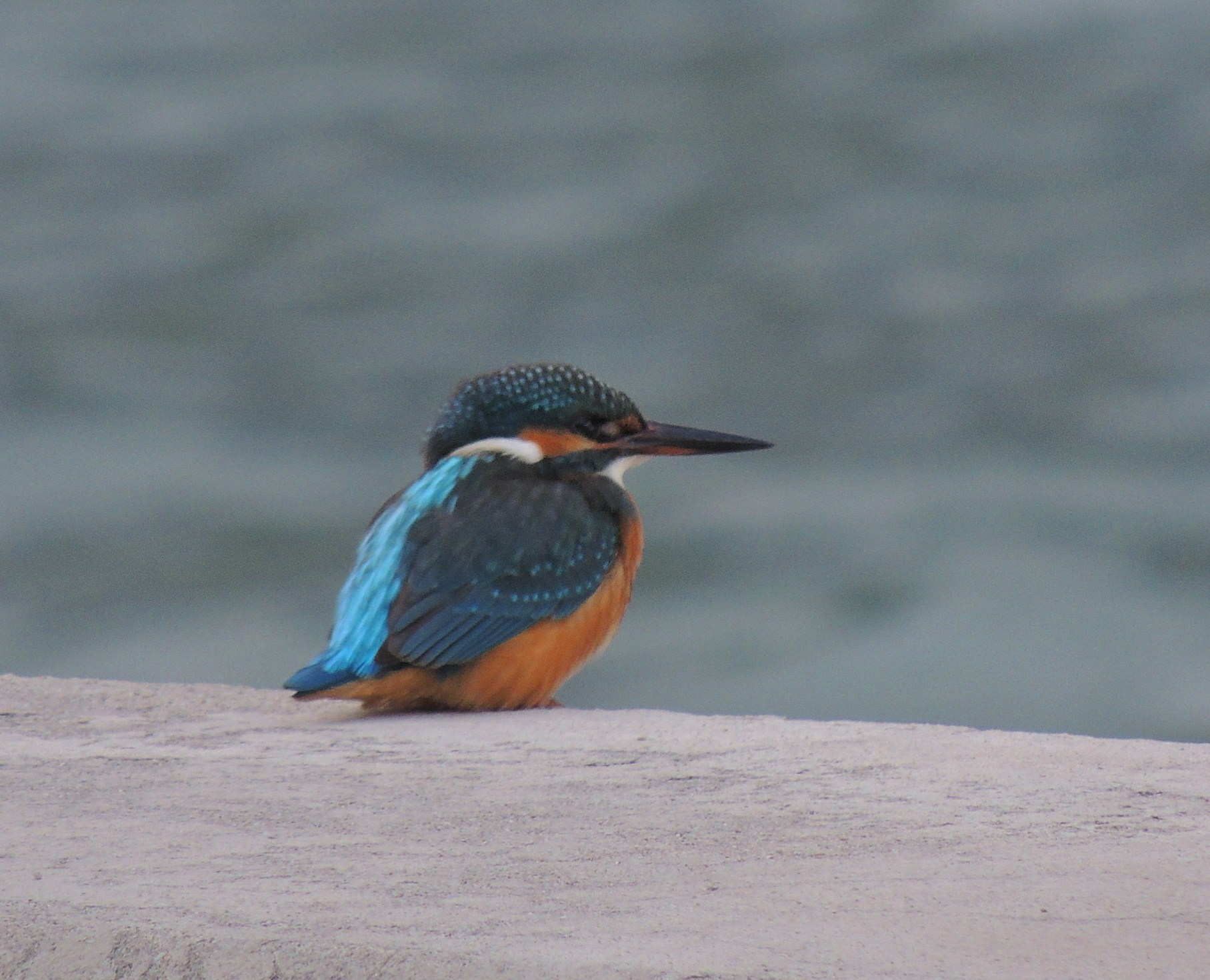
Martin-pêcheur d'Europe

#### Zones nationales d'intérêt écologique, faunistique et floristique

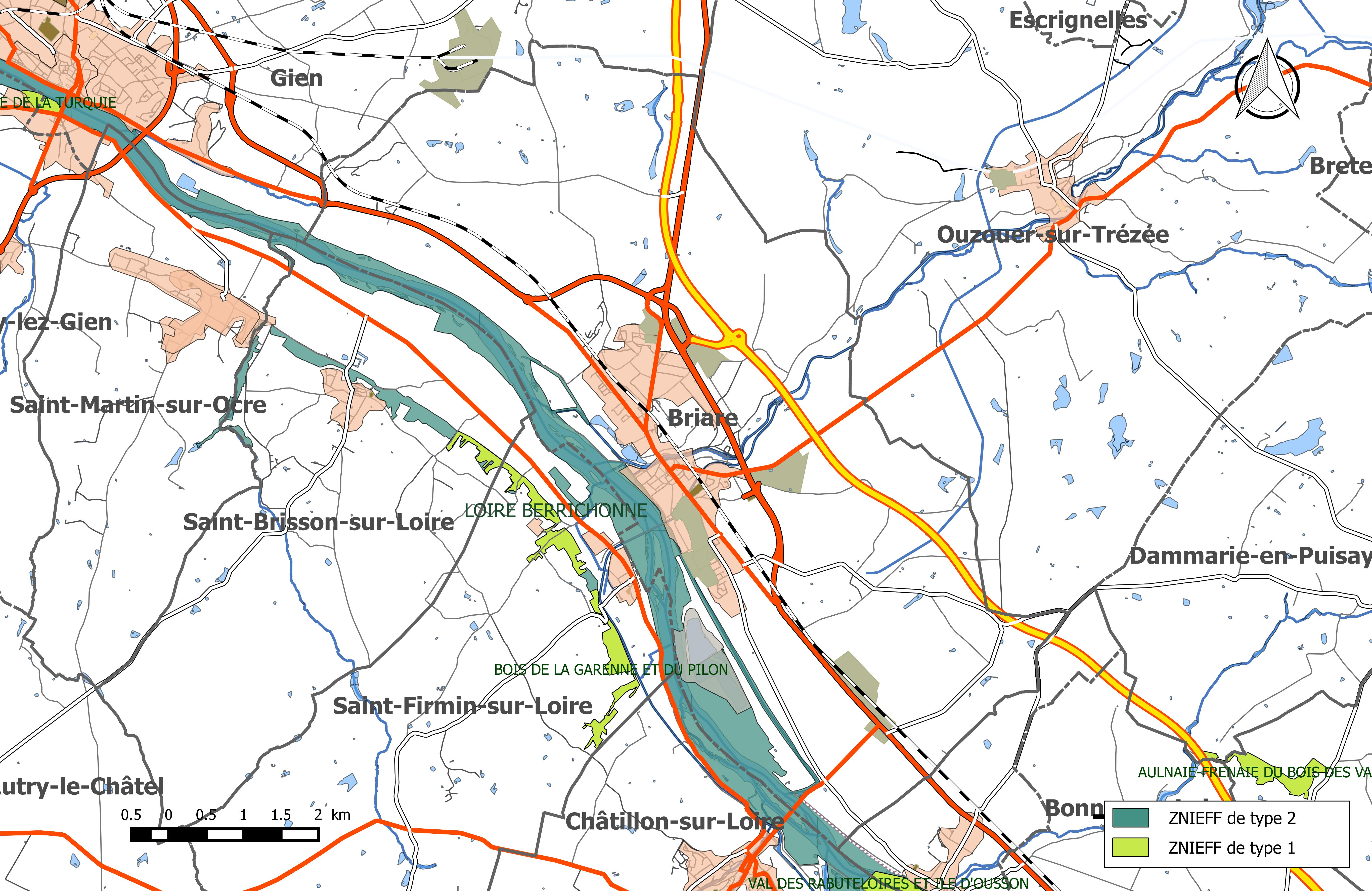
Carte des ZNIEFF de la commune et de ses abords.

L’inventaire des zones naturelles d'intérêt écologique, faunistique et floristique (ZNIEFF) a pour objectif de réaliser une couverture des zones les plus intéressantes sur le plan écologique, essentiellement dans la perspective d’améliorer la connaissance du patrimoine naturel national et de fournir aux différents décideurs un outil d’aide à la prise en compte de l’environnement dans l’aménagement du territoire. Le territoire communal de Briare comprend une ZNIEFF : la « Loire berrichonne », une ZNIEFF de type 2 de 7 058 hectares de superficie. Cette zone s'étend sur 31 communes dont 19 dans le Cher et 12 dans le Loiret. La Loire berrichonne (on pourrait dire nivernaise ou bourguignonne) se caractérise par un lit mineur tressé avec de nombreuses îles et grèves. La forêt alluviale occupe une surface bien plus importante que dans les autres sections de la Loire moyenne. Le cours grossièrement orienté Nord-Sud assure à la fois une fonction de corridor écologique et d'étape migratoire. C'est aussi un secteur important de reproduction de l'avifaune.

### Cadre de vie
Dans son palmarès 2016, le Conseil National des Villes et Villages Fleuris de France a attribué quatre fleurs à la commune au Concours des villes et villages fleuris.

## Urbanisme

### Typologie
Au 1er janvier 2024, Briare est catégorisée bourg rural, selon la nouvelle grille communale de densité à sept niveaux définie par l'Insee en 2022.
Elle appartient à l'unité urbaine de Briare, une agglomération intra-départementale regroupant deux  communes, dont elle est ville-centre,,. Par ailleurs la commune fait partie de l'aire d'attraction de Gien, dont elle est une commune de la couronne,. Cette aire, qui regroupe 29 communes, est catégorisée dans les aires de moins de 50 000 habitants,.

### Occupation des sols
L'occupation des sols de la commune, telle qu'elle ressort de la base de données européenne d’occupation biophysique des sols Corine Land Cover (CLC), est marquée par l'importance des territoires agricoles (51,4 % en 2018), en diminution par rapport à 1990 (57,7 %). La répartition détaillée en 2018 est la suivante : 
terres arables (35,6 %), forêts (26,6 %), prairies (9 %), zones urbanisées (7,5 %), zones agricoles hétérogènes (6,8 %), eaux continentales (4,7 %), zones industrielles ou commerciales et réseaux de communication (3,9 %), milieux à végétation arbustive et/ou herbacée (3,7 %), espaces verts artificialisés, non agricoles (2,2 %).
L’évolution de l’occupation des sols de la commune et de ses infrastructures peut être observée sur les différentes représentations cartographiques du territoire : la carte de Cassini (XVIIIe siècle), la carte d'état-major (1820-1866) et les cartes ou photos aériennes de l'IGN pour la période actuelle (1950 à aujourd'hui).

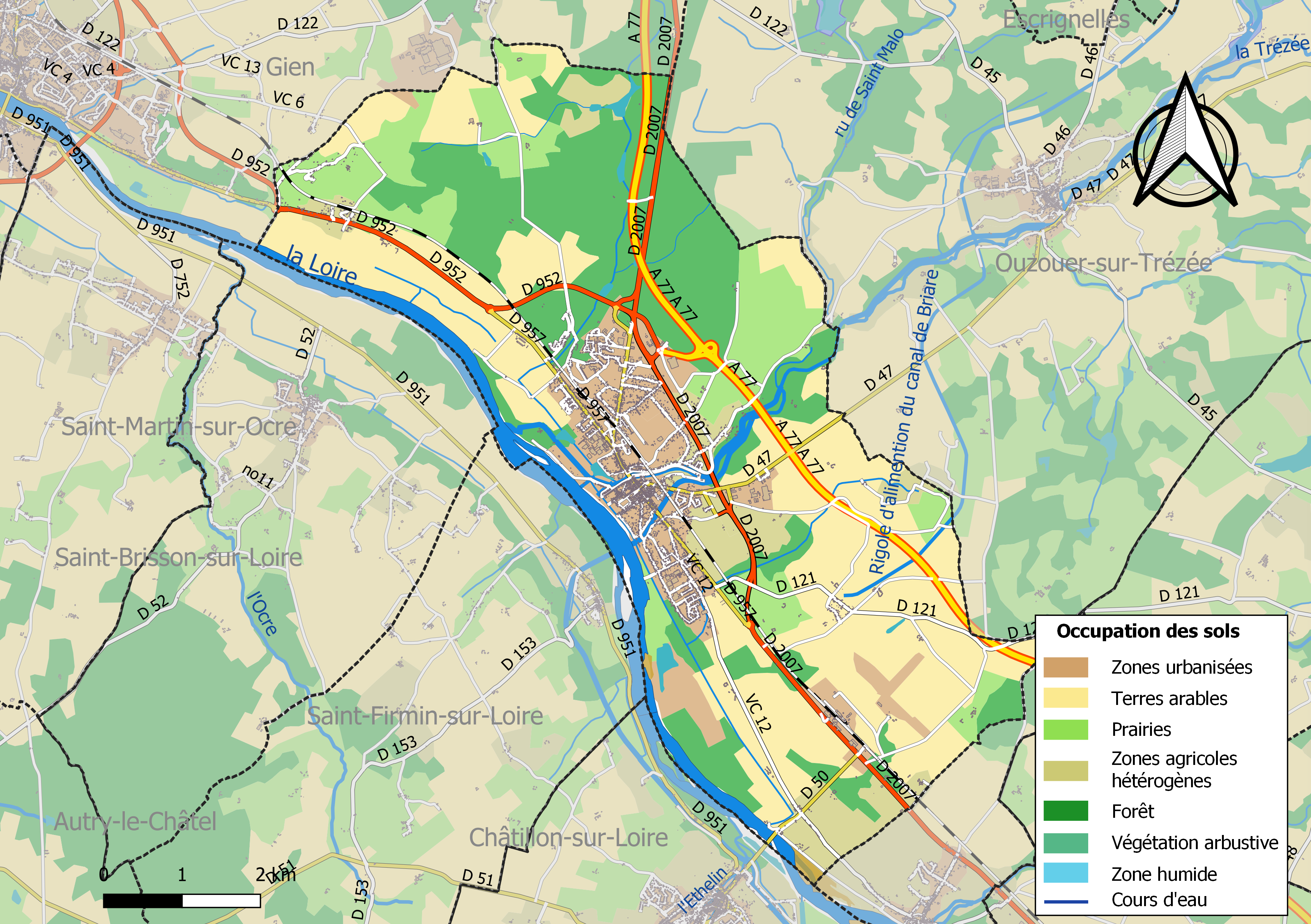
Carte des infrastructures et de l'occupation des sols de la commune en 2018 (CLC).
Carte orthophotographique de la commune en 2016.

### Lieux-dits et écarts
La Petite-Thiaux, la Vaudelle, le Chesnoy.

### Planification

#### Plan local d'urbanisme intercommunal
Le plan d'occupation des sols est approuvé en 1982 puis modifié et révisé partiellement plusieurs fois jusqu'en 1998 et enfin totalement révisé le 30 mai 2000. Le conseil municipal prescrit la révision du plan d’occupation des sols et sa transformation en plan local d'urbanisme le 29 mai 2008, en application de la loi relative à la solidarité et au renouvellement urbains du 13 décembre 2000, dite loi SRU. Le projet est arrêté le 21 septembre 2010 puis soumis à enquête publique du 30 avril 2011 au 1er juin 2011 et enfin est approuvé le 24 novembre 2011,.
Le plan local d'urbanisme intercommunal (PLUI) est la traduction d’une vision politique commune d'un territoire intercommunal en matière d’aménagement pour les 10 à 15 ans à venir. Il vise notamment à définir les zones constructibles, les zones de protection des milieux agricoles et naturels et à encadrer les modalités de construction. Le 16 décembre 2015, un PLU intercommunal est prescrit à l'échelle du territoire de la communauté de communes du canton de Briare. Le 1er janvier 2017 cette structure fusionne avec la communauté de communes du canton de Châtillon-sur-Loire pour former la communauté de communes du Berry Loire Puisaye. Le territoire du PLI devient dès lors celui de la nouvelle intercommunalité, qui regroupe 20 communes,.

#### SCoT du pays giennois
La loi SRU du 13 décembre 2000 a incité fortement les communes à se regrouper au sein d’un établissement public, pour déterminer les partis d’aménagement de l’espace au sein d’un SCoT, et ce sous peine de ne plus pouvoir ouvrir à l’urbanisation de nouveaux espaces. En effet, dans certaines conditions, en l’absence de SCoT approuvé, les zones naturelles (N) et les zones d’urbanisation future (AU) ne peuvent plus, sauf dérogation, être ouvertes à l’urbanisation. Tel est le principe posé par l’article L.122-2 du Code de l’urbanisme. En application des dispositions de l'article L.122-18 du Code de l'urbanisme, le Schéma Directeur de la Région de Gien approuvé le 16 juillet 1996 avait été maintenu avec valeur de Schéma de Cohérence Territoriale. Le Schéma regroupait les communes de Coullons, Gien, Nevoy, Poilly-lez-Gien, Saint-Brisson-sur-Loire, Saint-Gondon, Saint-Martin-sur-Ocre. En l'absence de délibération de la communauté des communes giennoises, sur son évolution à l'échéance du délai de 10 ans à compter du 13 décembre 2000, ce SCot est devenu caduc à compter du 13 décembre 2010.
En se dotant de la compétence « élaboration, gestion et suivi d’un Schéma de Cohérence Territoriale à l’échelle du Pays du Giennois » par arrêté préfectoral du 11 mars 2010, le Syndicat mixte du Pays du Giennois s'engage en faveur d’un projet global d’aménagement et de développement durable du territoire du pays du Giennois. Le schéma de cohérence territoriale du pays giennois, qui regroupe 31 communes dont Briare, a ainsi été prescrit le 4 novembre 2010. Le projet de schéma a été arrêté le 30 juin 2015 puis soumis à l'enquête en octobre 2015 et approuvé le 29 mars 2016 et est opposable depuis le 8 avril 2016,.

### Voies de communication et transports

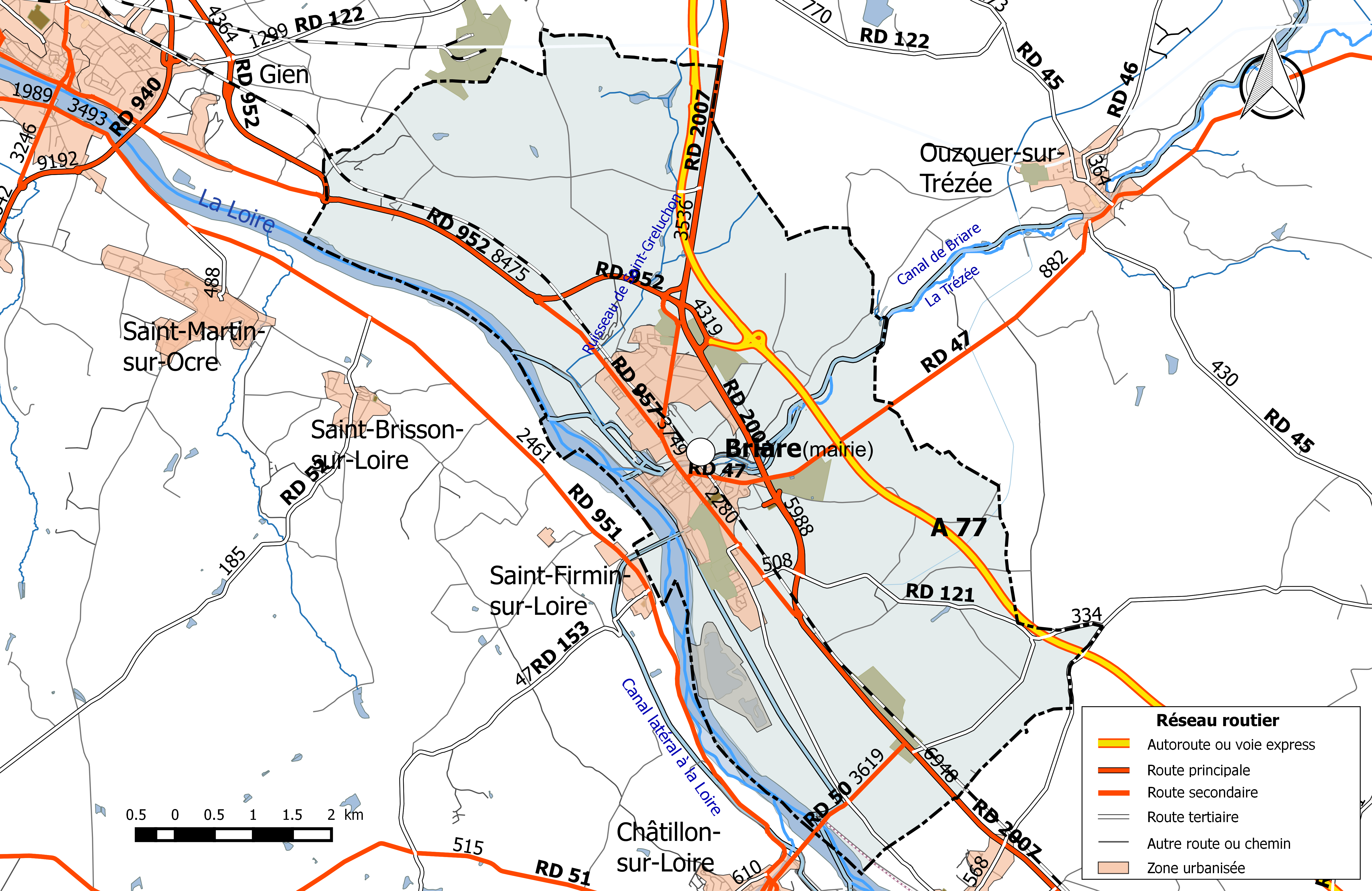
Réseau routier principal de la commune de Briare (avec indication du trafic routier 2014).

#### Infrastructures routières
La commune est traversée par l'autoroute A77 et les routes départementales 2007, 957, 952, 121 et 47.
La limite nord-est de la commune est longée par l'autoroute A77 dont la section Briare – Cosne-sur-Loire, de 33 km, a été mise en service le 19 juin 2000 après la mise en service de la section Dordives-Briare en novembre 1999. Cette section termine alors la liaison Dordives - Cosne-sur-Loire, qui permet d'assurer le désenclavement effectif de la Nièvre et le délestage du trafic de l'A6 et de la RN7 (actuelle RD 2007)  tout en revalorisant l'axe Nord-Sud de Paris vers Lyon et le Massif central via Nevers. L’échangeur de Briare est situé près de l’agglomération, dans la zone d’activités du Marchais Barnault. C’est à cet endroit que le concessionnaire a implanté le centre d’entretien de l’axe routier.
La RD 2007, qui relie Dordives à Bonny-sur-Loire, est l'ancienne route nationale 7. A sa création, en 1824, elle est définie comme étant la route de Paris à Antibes et en Italie, par Nice et succède alors à la route impériale 8. Elle supporte dans la traversée de la commune un trafic de 6 948 véhicules/jour.
La RD 952 est l'ancienne route nationale 152, qui reliait à sa création en 1824 Briare à Angers, succédant à la route impériale 172. La section entre Briare et Chateauneuf-sur-Loire est déclassée et transférée au département du Loiret par arrêté du 22 décembre 2012.  En 2014, elle supporte un trafic de 8 475 véhicules/jour.
Complétant ces voies, la commune est sillonnée de plusieurs voies communales et chemins ruraux desservant ses fermes et hameaux et les bourgs environnants.

#### Transports en commun routiers
Briare est desservie par une ligne régulière du réseau d'autocars interurbains Ulys : la ligne 3, Châtillon-sur-Loire - Orléans, correspondances SNCF à la gare d'Orléans et TAO et Transbeauce à la gare routière d'Orléans.
Depuis le 1er janvier 2017, la compétence des services de transports routiers interurbains, réguliers et à la demande est transférée des départements aux régions, et donc localement du département du Loiret à la région Centre-Val de Loire, consécutivement à la loi NOTRe du 7 août 2015. Dans ce cadre, le Réseau de mobilité interurbaine « Rémi » remplace chacun des réseaux de transports interurbains départementaux et en particulier le réseau Ulys dans le Loiret et  entre en service à compter de la rentrée scolaire du 4 septembre 2017.

#### Infrastructures ferroviaires
La  ligne ferroviaire reliant Paris à Nevers passe par le territoire du Giennois avec deux arrêts : Gien et Briare. Cette desserte ferroviaire possède un cadencement assez faible sur ces deux gares avec  seulement   une   dizaine  d’allers-retours par jour. En comparaison, Montargis compte une quarantaine d’allers-retours vers Paris par jour. La durée de trajet entre Gien et Paris est de 1 h 30 min. La  refonte  nationale des horaires des liaisons ferroviaires qui a eu lieu en décembre 2011 n’a pas supprimé de liaisons avec Paris mais le dernier train en provenance de Paris, à destination de Gien et Briare part désormais à 19 h 4 au lieu de 19 h 30 auparavant, ce qui complique les trajets des personnes souhaitant prendre le train pour une journée, notamment de travail, à Paris.
La ligne ferroviaire de Moret - Veneux-les-Sablons à Lyon-Perrache traverse le territoire de la commune.

### Risques naturels et technologiques majeurs
La commune de Briare est vulnérable à différents aléas naturels : inondations (par débordement de la Loire ou de ruisseaux), climatiques (hiver exceptionnel ou canicule), mouvements de terrains ou sismique. Elle est également exposée à deux risques technologiques : le risque industriel avec la présence de l’établissement VWR International et le transport de matières dangereuses (avec la traversée de l'A77 et de la RD 2007).
Entre 1983 et 2003, six arrêtés ministériels portant ou ayant porté reconnaissance de catastrophe naturelle ont été pris pour le territoire de la commune de Briare dont trois pour des inondations et coulée de boue,.

#### Risque d'inondation

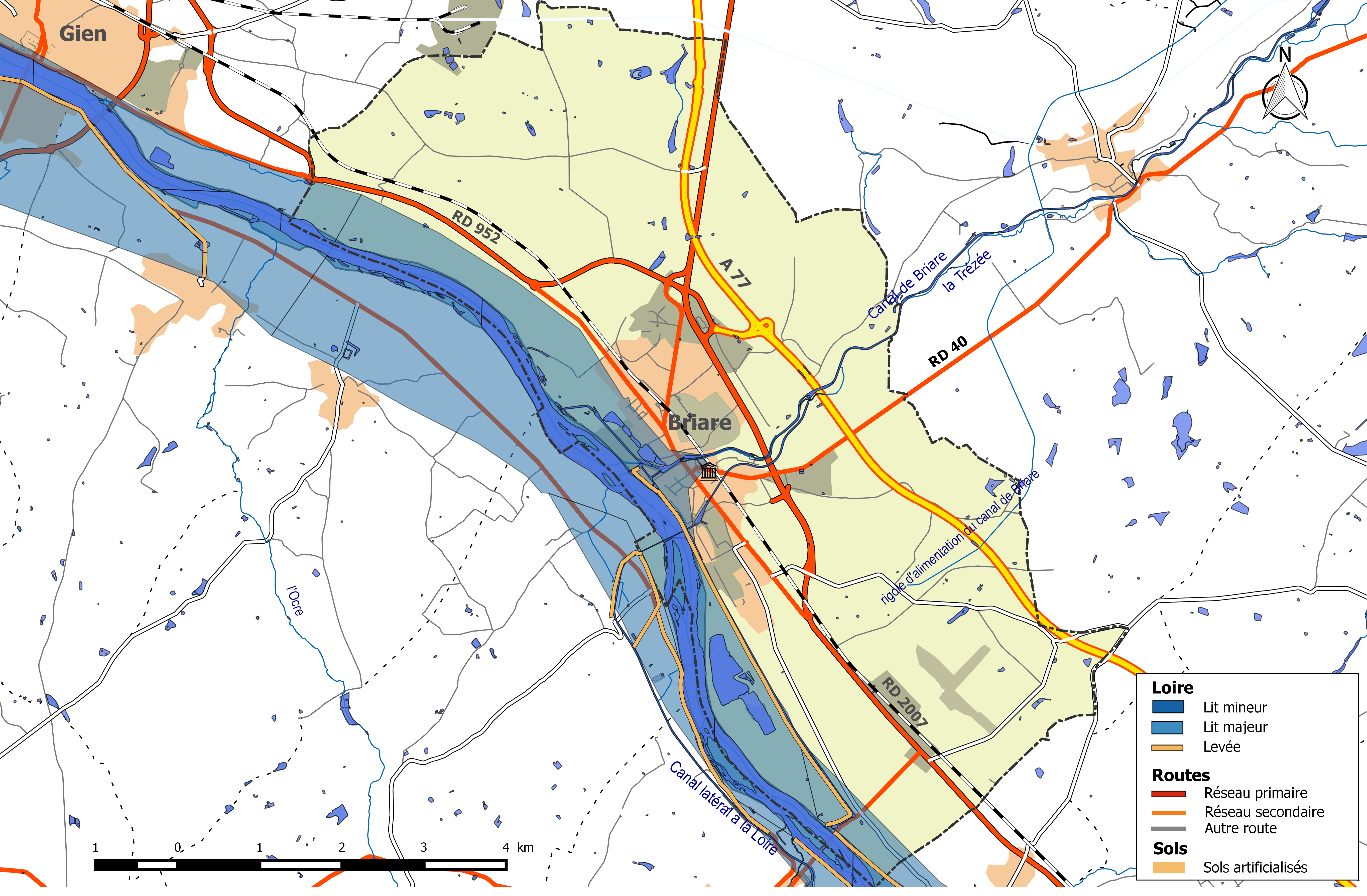
Zone inondable de la commune de Briare.

La Loire est à l'origine des dégâts les plus importants sur la commune en cas de crue majeure. Les crues historiques sont celles de 1846, 1856, 1866 et 1907. Aucune crue n'a atteint depuis 1907 les hauteurs atteintes lors de ces événements catastrophiques.
Le réseau hydrographique de ce val est constitué par la rivière la Trézée qui longe le canal de Briare sur le haut du coteau et se confond avec lui depuis l’écluse de Venon jusqu'à l’écluse de Baraban. L’occupation du sol est constituée essentiellement par de l’habitat rural (en dehors de Briare). Quelques usines sont également implantées à l’amont et à l’aval de la ville. Deux branches du canal de Briare traversent l’agglomération : l’une au sud reliant le pont-canal et l’écluse de la Cognardière, et l’autre au nord reliant les écluses de Baraban et de la Cognardière.
A l’amont, la ville de Briare est protégée par une levée continue de 5 000 m de long qui borde le vieux canal de rive droite entre les écluses des Combles et du Baraban. Une porte de fermeture sur l’ancien canal est placée sous le pont canal, pour empêcher à la fois les débordements de l’ancien canal de pénétrer en ville et ceux de la Loire de pénétrer dans l’ancien canal. A l’aval de l’écluse de Baraban, le val est ouvert et ne bénéficie d’aucune protection. Le val de Briare commence à être inondé par une crue de type décembre 2003 qui submerge le canal en aval puis l'écluse de Baraban. Les crues fortes atteignent le sommet de la digue de Briare, entre l'écluse des Combles et l'île de Beauval, ce qui peut occasionner une brèche et inonder le val avec des hauteurs d'eau de plus de 2,50 m et des durées de submersion allant de 2 à 4 jours selon l'intensité de la crue.
Le risque d'inondation est pris en compte dans l'aménagement du territoire de la commune par le biais d'un Plan de prévention du risque inondation (PPRI) : le PPRI du val de Briare.
Deux documents permettent de définir les modalités de gestion de crise et d'organisation des secours : au niveau départemental, le Dispositif ORSEC départemental spécialisé déclenché en cas d'inondation de la Loire, le plan ORSIL, et au niveau communal le plan communal de sauvegarde.

#### Risque de mouvements de terrain
Le territoire de la commune peut être concerné par un risque d'effondrement de cavités souterraines non connues. Une cartographie départementale de l'inventaire des cavités souterraines et des désordres de surface a été réalisée. Il a été recensé sur la commune plusieurs effondrements de cavités. Aucune, à ce jour, n'a eu de conséquences graves.
Par ailleurs, la commune a été reconnue sinistrée au titre des catastrophes naturelles durant ces dernières années à la suite des mouvements de terrain liés à la sécheresse (aléa moyen). Le phénomène de retrait-gonflement des argiles est la conséquence d'un changement d'humidité des sols argileux. Les argiles sont capables de fixer l'eau disponible mais aussi de la perdre en se rétractant en cas de sécheresse. Ce phénomène peut provoquer des dégâts très importants sur les constructions (fissures, déformations des ouvertures) pouvant rendre inhabitables certains locaux. Celui-ci a particulièrement affecté le Loiret après la canicule de l'été 2003. Une grande partie du territoire de la commune est soumis à un aléa « moyen » face à ce risque, selon l'échelle définie par le Bureau de recherches géologiques et minières (BRGM), particulièrement au niveau du cente-bourg et de la vallée de la Trézée et du canal de Briare, le reste est en aléa « faible ».

#### Risque sismique
La totalité du département est classée en zone de sismicité « très faible ». À ce titre aucune réglementation spécifique ne s'applique aux constructions dites « à risque normal ».

#### Risque industriel
À Briare, deux établissements figurent parmi les activités à risques :
- l'établissement VWR International implanté sur le territoire de la commune de Briare exploite des activités de conditionnement, de stockage et de distribution de produits chimiques et de petit matériel de laboratoire et relève du régime de l’autorisation avec servitudes d’utilité publique (SEVESO seuil haut). Il fait en conséquence, l’objet d’un plan de prévention des risques technologiques, prescrit le 24 décembre 2009 et approuvé le 8 novembre 2012[63] ;
- l'établissement SDA, dont le silo relève de la directive SEVESO, seuil bas, et dont le dépôt d’engrais est soumis à autorisation au titre des installations classées, est situé dans la zone d'activités de la Gare de Châtillon[64].

## Toponymie
Le nom antique de Briare était Brivodurum qui signifie en langue celtique : pont (briva) et porte ou place fortifiée (durum). C'est ce nom qui est mentionné sur la table de Peutinger.

## Histoire
En 596 le règlement de saint Aunaire, 18e évêque d'Auxerre (572-605), inclut Briare dans les trente principales paroisses du diocèse.
La ville a pris son essor sous Henri IV grâce à la construction du canal de Loyre en Seyne qui deviendra le canal de Briare. Ce canal, construit au XVIIe siècle, relie la Loire à la Seine.
Entre le 29 janvier et le 8 février 1939, plus de 2 800 réfugiés espagnols fuyant l'effondrement de la république espagnole devant les troupes de Franco, arrivent dans le Loiret. Devant l'insuffisance des structures d'accueil d’Orléans, 46 centres d’accueil ruraux sont ouverts, dont un à Briare. Les réfugiés, essentiellement des femmes et des enfants (les hommes sont désarmés et retenus dans le Sud de la France), sont soumis à une quarantaine stricte, vaccinés, le courrier est limité, et le ravitaillement, s'il est peu varié et cuisiné à la française, est cependant assuré. Une partie des réfugiés rentre en Espagne, incitée par le gouvernement français qui facilite les conditions du retour, ceux préférant rester sont regroupés au camp de la verrerie des Aydes, à Fleury-les-Aubrais.

### Seconde Guerre mondiale
Le 10 juin, face à l’avance allemande, le gouvernement français vient de se replier sur Tours et les châteaux environnants. Le général Weygand, généralissime des armées françaises replie le grand quartier général de Paris sur Briare et l’installe sur le domaine de Vaugereau. Lui-même avec son cabinet occupe, à quelques kilomètres de là, le château du Muguet sur la commune de Breteau. Le 11 juin 1940, se déroule dans ce château l’avant-dernière réunion du Comité suprême interallié avec côté britannique le Premier ministre Winston Churchill et son secrétaire à la Guerre Anthony Eden, qui ont atterri le jour même à côté de Briare, et trois généraux et, côté français, le président du Conseil Paul Reynaud, le vice-président du conseil Philippe Pétain, le nouveau secrétaire d’État à la Guerre Charles de Gaulle, Maxime Weygand et différents autres officiers. Cette réunion connue sous le nom de « Conférence de Briare » marqua la fracture entre Alliés mais également au sein des responsables français entre partisans de continuer la guerre et partisans d’un armistice.
À partir de la fin août 1944, le 2e régiment de chasseurs parachutistes est engagé sur la Loire, notamment à Briare, pour interdire à l’ennemi la rive droite du fleuve.

## Politique et administration

### Découpage territorial

#### Bloc communal: Commune et intercommunalités
La paroisse de Briare acquiert le statut de municipalité avec le  décret du 12 novembre 1789 de l'Assemblée Nationale puis celui de « commune », au sens de l'administration territoriale actuelle, par le décret de la Convention nationale du 10 brumaire an II (31 octobre 1793). Il faut toutefois attendre la loi du 5 avril 1884 sur l'organisation municipale pour qu'un régime juridique uniforme soit défini pour toutes les communes de France, point de départ de l’affirmation progressive des communes face au pouvoir central.
Aucun événement de restructuration majeure du territoire, de type suppression, cession ou réception de territoire, n'a affecté la commune depuis sa création.
La commune est membre de la Communauté de communes du canton de Briare depuis sa création le 29 décembre 1997, une intercommunalité issue de la transformation en communauté de communes de l'ancien SIVOM du canton de Briare, créé en mai 1962. Depuis le 1er janvier 2017, la commune est membre de la communauté de communes du Berry Loire Puisaye, issue de la fusion de la communauté de communes du canton de Briare et de la communauté de communes du canton de Châtillon-sur-Loire.

#### Circonscriptions de rattachement
La loi du 22 décembre 1789 divise le pays en 83 départements découpés chacun en six à neuf districts eux-mêmes découpés en cantons regroupant des communes. Les districts, tout comme les départements, sont le siège d’une administration d’État et constituent à ce titre des circonscriptions administratives. La commune de Briare est alors incluse dans le canton d'Ouzouer-sur-Trézée, le district de Gien et le département du Loiret.
La recherche d’un équilibre entre la volonté d’organiser une administration dont les cadres permettent l’exécution et le contrôle des lois d’une part, et la volonté d’accorder une certaine autonomie aux collectivités de base (paroisses, bourgs, villes) d’autre part, s’étale de 1789 à 1838. Les découpages territoriaux évoluent ensuite au gré des réformes visant à décentraliser ou recentraliser l'action de l'État. La régionalisation fonctionnelle des services de l'État (1945-1971) aboutit à la création de régions. L'acte I de la décentralisation de 1982-1983 constitue une étape importante en donnant l'autonomie aux collectivités territoriales, régions, départements et communes. L'acte II intervient en 2003-2006, puis l'acte III en 2012-2015.
Le tableau suivant présente les rattachements, au niveau infra-départemental, de la commune de Briare aux différentes circonscriptions administratives et électorales ainsi que l'historique de l'évolution de leurs territoires.
| Circonscription             | Nom                | Période   | Type                         | Évolution du découpage territorial |
| --------------------------- | ------------------ | --------- | ---------------------------- | --- |
| District                    | Gien               | 1790-1795 | Administrative               | La commune est rattachée au district de Gien de 1790 à 1795,. La Constitution du 5 fructidor an III, appliquée à partir de vendémiaire an IV (1795) supprime les districts, rouages administratifs liés à la Terreur, mais maintient les cantons qui acquièrent dès lors plus d'importance. |
| Canton                      | Ouzouer sur Trezée | 1790-1801 | Administrative et électorale | Le 10 février 1790, la municipalité de Briare est rattachée au canton d'Ouzouer sur Trezée,. Les cantons sont supprimés, en tant que découpage administratif, par une loi du 26 juin 1793, et ne conservent qu'un rôle électoral. Ils permettent l’élection des électeurs du second degré chargés de désigner les députés. Les cantons acquièrent une fonction administrative avec la disparition des districts en 1795. |
| Canton                      | Briarre            | 1801-2015 | Administrative et électorale | Sous le Consulat, un redécoupage territorial visant à réduire le nombre de justices de paix ramène le nombre de cantons dans le Loiret de 59 à 31. Briare est alors rattachée par arrêté du 9 vendémiaire an X (30 septembre 1801) au canton de Briarre, sous le nom de Briarre,. |
| Canton                      | Gien               | 2015-     | Électorale                   | La loi du 17 mai 2013 et ses décrets d'application publiés en février et mars 2014 introduisent un nouveau découpage territorial pour les élections départementales. La commune est alors rattachée au nouveau canton de Gien. Depuis cette réforme, plus aucun service de l'État n'exerce sa compétence sur un territoire s'appuyant sur le nouveau découpage cantonal. Le canton a disparu en tant que circonscription administrative de l'État ; il est désormais uniquement une circonscription électorale dédiée à l'élection d'un binôme de conseillers départementaux siégeant au conseil départemental. |
| Arrondissement              | Gien               | 1801-1926 | Administrative               | Briarre est rattachée à l'arrondissement de Gien par arrêté du 9 vendémiaire an X (30 septembre 1801),. |
| Arrondissement              | Orléans            | 1926-     | Administrative               | Sous la Troisième République, en raison d'un endettement considérable et de l'effort nécessaire pour la reconstruction post-Première Guerre mondiale, la France traverse une crise financière. Pour réduire les dépenses de l’État, Raymond Poincaré fait voter plusieurs décrets-lois réformant en profondeur l’administration française : 106 arrondissements sont ainsi supprimés, dont ceux de Gien et de Pithiviers dans le Loiret par décret du 10 septembre 1926. Briare est ainsi transférée de l'arrondissement de Gien à celui d'Orléans,.                                                            |
| Circonscription législative | 3e circonscription | 2010-     | Électorale                   | Lors du découpage législatif de 1986, le nombre de circonscriptions législatives passe dans le Loiret de 4 à 5. Un nouveau redécoupage intervient en 2010 avec la loi du 23 février 2010. En attribuant un siège de député « par tranche » de 125 000 habitants, le nombre de circonscriptions par département varie désormais de 1 à 21,. Dans le Loiret, le nombre de circonscriptions passe de cinq à six. Briare, initialement rattachée à la quatrième circonscription, est, après 2010, rattachée à la troisième circonscription.                                                                         |

#### Collectivités de rattachement
La commune de Briare est rattachée au département du Loiret et à la région Centre-Val de Loire, à la fois circonscriptions administratives de l'État et collectivités territoriales.

### Politique et administration municipales

#### Conseil municipal et maire
Depuis les élections municipales de 2014, le conseil municipal  de Briare, commune de plus de 1 000 habitants, est élu au scrutin proportionnel de liste à deux tours (sans aucune modification possible de la liste), pour un mandat de six ans renouvelable. Il est composé de 29 membres. L'exécutif communal est constitué par le maire, élu par le conseil municipal parmi ses membres, pour un mandat de six ans, c'est-à-dire pour la durée du mandat du conseil. Pierre-François Bouguet est maire depuis 2014.
| Période    | Période   | Identité                                | Étiquette            | Qualité                                                                    |
| ---------- | --------- | --------------------------------------- | -------------------- | -------------------------------------------------------------------------- |
| 1947       | 1950      | Maurice Martin                          |                      |                                                                            |
| 1950       | 1959      | Juliette Croizette Desnoyers née Loreau | RPF                  |                                                                            |
| 1959       | 1971      | Henri Dabard                            |                      |                                                                            |
| 1971       | 1977      | Jean Rallet                             |                      |                                                                            |
| mars 1977  | mars 2008 | Jean Poulain                            | PS puis DVG puis DVD | Conseiller général (1979-2011) Vice-président du conseil général du Loiret |
| mars 2008  | mars 2014 | Marius Collot                           | DVG                  |                                                                            |
| avril 2014 | En cours  | Pierre-François Bouguet,                | DVD                  | ancien artisan, commerçant ou chef d'entreprise                            |

### Jumelage
Mons (Belgique). Il s’agit, plus précisément, d’un jumelage avec Jemappes, commune de l’entité. Il y a à Briare une place de Jemappes.

## Équipements et services

### Gestion de l'eau

#### Eau potable
Le service public d’eau potable est une compétence obligatoire des communes depuis l’adoption de la loi du 30 décembre 2006 sur l’eau et les milieux aquatiques. Au 31 décembre 2016, la production et la distribution de l'eau potable sur le territoire communal sont assurées par la commune qui a délégué le service en affermage à la Lyonnaise des eaux. La loi NOTRe du 7 août 2015 prévoit que le transfert des compétences « eau et assainissement » vers les communautés de communes sera obligatoire à compter du 1er janvier 2020. Le transfert d’une compétence entraîne  de  facto  la  mise  à disposition  gratuite  de  plein droit des biens, équipements et services publics utilisés, à la date du transfert, pour l'exercice de ces compétences et la substitution de la communauté dans les droits et obligations des communes,.

#### Eaux usées
La compétence assainissement, qui recouvre obligatoirement la collecte, le transport et l’épuration des eaux usées, l’élimination des boues produites, ainsi que le contrôle des raccordements aux réseaux publics de collecte, est assurée  par la commune elle-même.
La commune est raccordée à une station d'épuration située sur le territoire communal mise en service le 1er janvier 1995 et dont la capacité nominale de traitement est de  7 750 EH, soit 1 752 m3/jour. Cet équipement utilise un procédé d'épuration biologique dit « à boues activées ». Son exploitation est assurée par Lyonnaise des Eaux.
L’assainissement non collectif (ANC) désigne les installations individuelles de traitement des eaux domestiques qui ne sont pas desservies par un réseau public de collecte des eaux usées et qui doivent en conséquence traiter elles-mêmes leurs eaux usées avant de les rejeter dans le milieu naturel. En 2016, c'est la communauté de communes du canton de Briare qui assure le service public d'assainissement non collectif (SPANC), qui a pour mission de vérifier la bonne exécution des travaux de réalisation et de réhabilitation, ainsi que le bon fonctionnement et l’entretien des installations.

### Gestion des déchets
En  2016, la commune est membre du syndicat mixte de collecte et de traitement des ordures ménagères des cantons de Gien, Châtillon Coligny, Briare et Châtillon-sur-Loire (SMICTOM). Celui-ci assure la collecte et le traitement des ordures ménagères résiduelles en porte à porte, des emballages ménagers recyclables, des encombrants et du verre en points d’apport volontaire. Un réseau de sept déchèteries, dont une est située sur le territoire communal, accueille les encombrants et autres déchets spécifiques (déchets verts, déchets dangereux, gravats, ferraille, cartons…),. L'élimination et la valorisation énergétique des déchets ménagers et de ceux issus de la collecte sélective sont effectuées par le SYCTOM de Gien-Châteauneuf-sur-Loire qui comprend un centre de transfert de déchets ménagers et un centre de stockage de déchets ultimes (CSDU) de classe II à Saint-Aignan-des-Gués ainsi qu'une usine d’incinération des ordures ménagères à Gien-Arrabloy.
Depuis le 1er janvier 2017, la « gestion des déchets ménagers » ne fait plus partie des compétences de la commune mais est une compétence obligatoire de la communauté de communes du Berry Loire Puisaye en application de la loi NOTRe du 7 août 2015.

### Enseignement
Briare est située dans l'académie d'Orléans-Tours et dans la circonscription de Gien. La commune possède une école maternelle, trois écoles primaires et un collège.
Les établissements scolaires de la commune sont les suivants :
- l'école maternelle publique Marcel-Gaime ;
- les écoles primaires publiques Gustave-Eiffel, du Centre, ainsi que l'école primaire privée catholique Sainte-Anne ville ;
- le collège Albert-Camus.

### Équipements sportifs

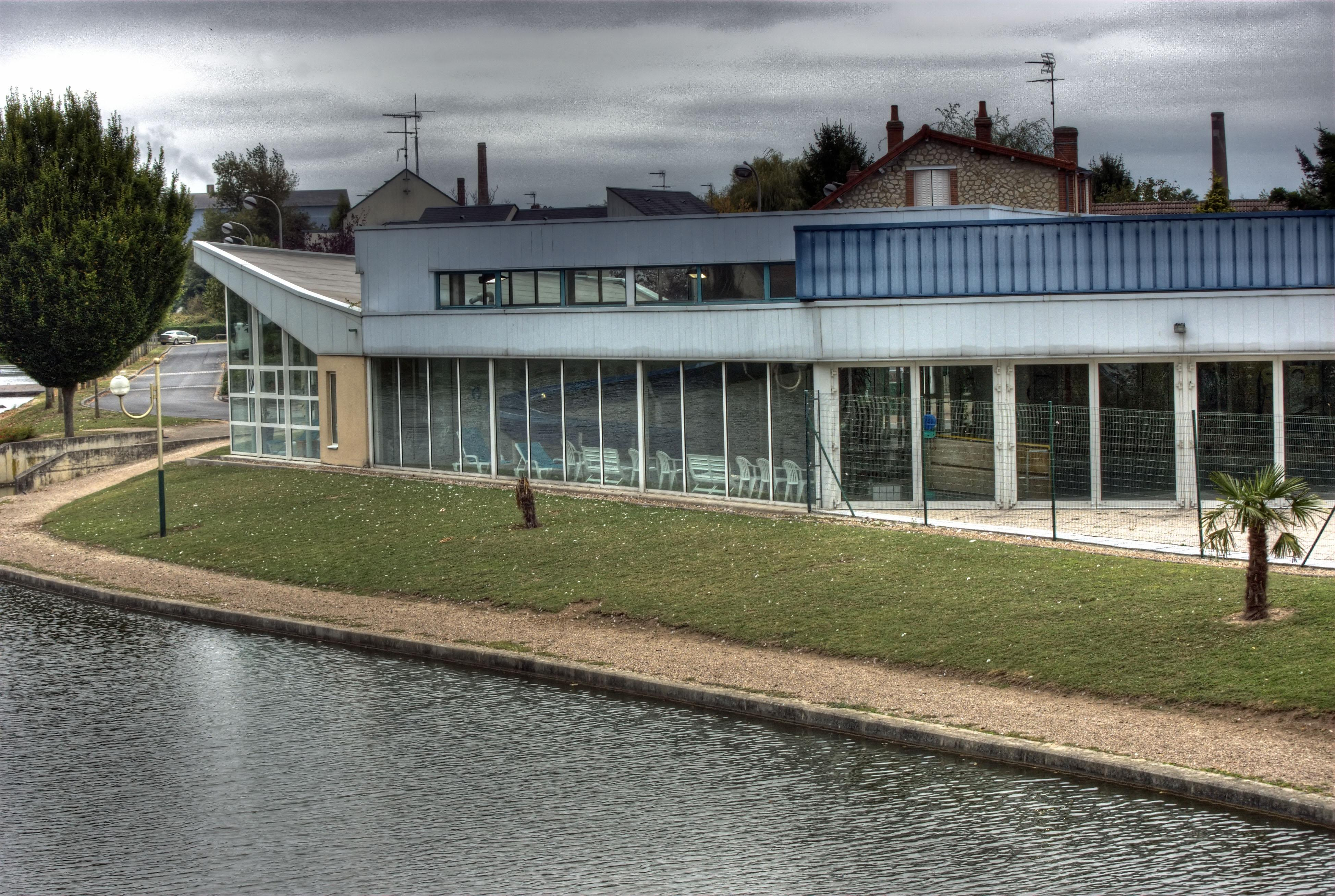
La piscine.

Le vélodrome Yver-Bapterosses est l'un des trois en activité dans le département, il possède une piste de 400 mètres de long.
La piscine de Briare.

## Population et société

### Démographie
L'évolution du nombre d'habitants est connue à travers les recensements de la population effectués dans la commune depuis 1793. Pour les communes de moins de 10 000 habitants, une enquête de recensement portant sur toute la population est réalisée tous les cinq ans, les populations de référence des années intermédiaires étant quant à elles estimées par interpolation ou extrapolation. Pour la commune, le premier recensement exhaustif entrant dans le cadre du nouveau dispositif a été réalisé en 2007.
En 2022, la commune comptait 5 012 habitants, en évolution de −6,91 % par rapport à 2016 (Loiret : +1,89 %, France hors Mayotte : +2,11 %).
| 1793  | 1800  | 1806  | 1821  | 1831  | 1836  | 1841  | 1846  | 1851  |
| ----- | ----- | ----- | ----- | ----- | ----- | ----- | ----- | ----- |
| 1 655 | 1 655 | 1 819 | 2 082 | 2 730 | 2 977 | 3 239 | 3 227 | 3 477 |

| 1856  | 1861  | 1866  | 1872  | 1876  | 1881  | 1886  | 1891  | 1896  |
| ----- | ----- | ----- | ----- | ----- | ----- | ----- | ----- | ----- |
| 3 843 | 3 927 | 4 346 | 4 775 | 5 153 | 5 590 | 5 894 | 6 684 | 5 814 |

| 1901  | 1906  | 1911  | 1921  | 1926  | 1931  | 1936  | 1946  | 1954  |
| ----- | ----- | ----- | ----- | ----- | ----- | ----- | ----- | ----- |
| 5 630 | 5 227 | 4 637 | 4 577 | 4 135 | 4 012 | 3 791 | 3 833 | 3 895 |

| 1962  | 1968  | 1975  | 1982  | 1990  | 1999  | 2006  | 2007  | 2012  |
| ----- | ----- | ----- | ----- | ----- | ----- | ----- | ----- | ----- |
| 4 114 | 5 140 | 5 637 | 6 267 | 6 070 | 5 994 | 5 703 | 5 660 | 5 760 |

| 2017  | 2022  | - | - | - | - | - | - | - |
| ----- | ----- | - | - | - | - | - | - | - |
| 5 209 | 5 012 | - | - | - | - | - | - | - |

## Économie
- Le groupement de meuniers Banette ;
- La manufacture des émaux de Briare[126] ;
- Le port de plaisance et tourisme fluvial ;
- Faïence lithocérame de Briare.

## Culture locale et patrimoine

### Lieux et monuments
- Le pont-canal de Briare conçu par l'ingénieur Léonce-Abel Mazoyer, et auquel a participé l’architecte Gustave Eiffel pour la maçonnerie : il permet au canal latéral à la Loire de traverser ce fleuve. Il a été achevé et ouvert le 16 septembre 1896. Cet ouvrage détiendra pendant plus d’un siècle le record d’Europe de longueur dans sa catégorie, avant d’être détrôné, en 2003, par le pont-canal de Magdebourg sur l'Elbe, long de 918 m. Le pont a été inscrit monument historique par arrêté du 12 mai 1976[127] ;
- L'église Saint-Étienne de Briare, de style romano-byzantin, construite entre 1890 et 1895, est remarquable par ses décorations à base d’émaux de Briare, pour certaines d’inspiration plutôt profane (signes du zodiaque). Le financement ayant permis la construction de l'édifice a été assuré par l’industriel Jean-Félix Bapterosses, patron de l’usine des émaux de Briare. Cette église a été inscrite monument historique par arrêté du 14 mai 1987[128] ;
- Le château des Seigneurs du canal de Loyre en Seine, remanié au XVIIIe siècle et abritant la mairie. La tour voisine accueille l'office de tourisme ;
- L'usine élévatoire, construite entre 1894 et 1895 et permettant l'alimentation en eau du canal de Briare, par le jeu d'aspiration d'eau de la Loire envoyé par le biais d'une rigole sortant de terre au lieu-dit le Chesnoy et allant jusqu'à la ligne de partage des eaux entre le canal de Briare et celui du Loing. Elle a été rénovée et modernisée en 1996 ;
- Le château de Trousse-Barrière, construit entre 1885 et 1890 sous l'impulsion de la famille Yver-Bapterosses[129], aujourd’hui lieu d’expositions temporaires ;
- Le réseau des anciens canaux et des gares d'eau des Prés-Gris, aujourd'hui port de plaisance de Briare ;
- L'aérodrome de Briare - Châtillon ;
- Le monument à Frédéric Bapterosses ;
- Le monument à Jean-Félix Bapterosses datant de 1897.

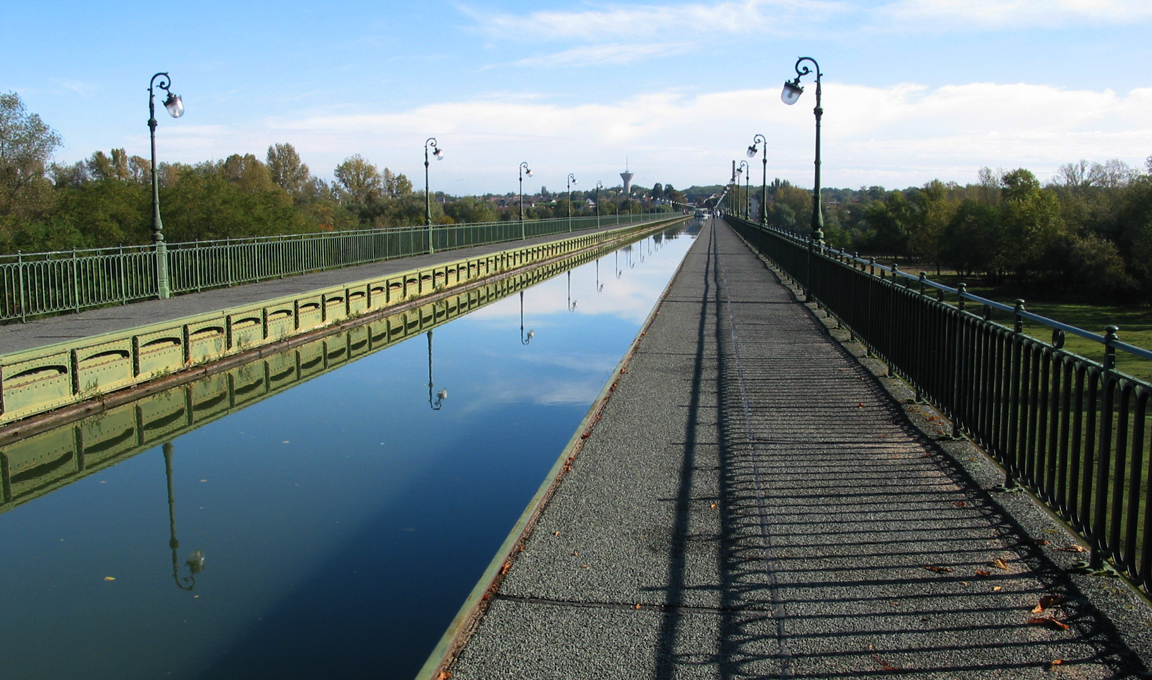
Le pont-canal.
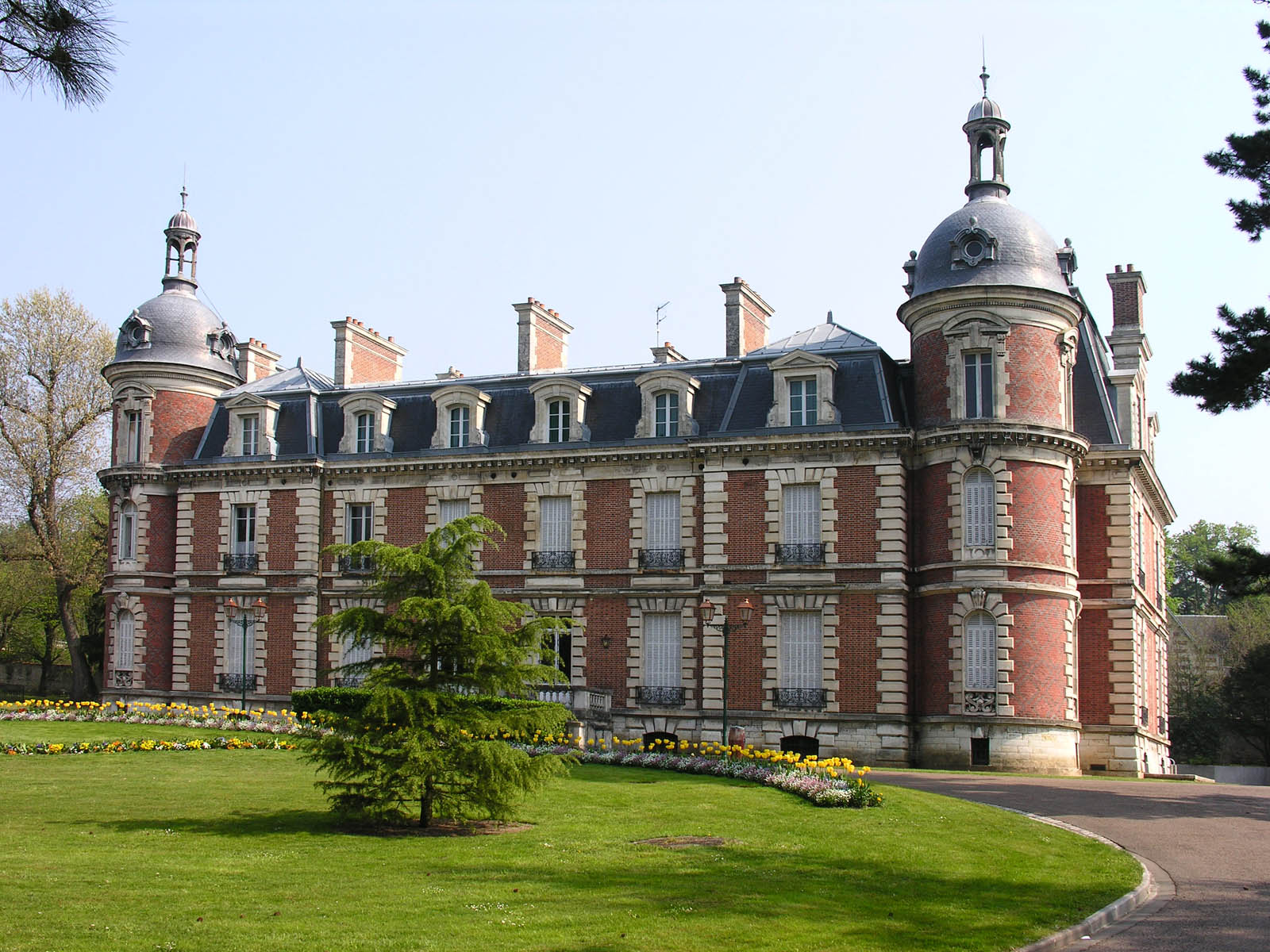
Le château de Trousse-Barrière.
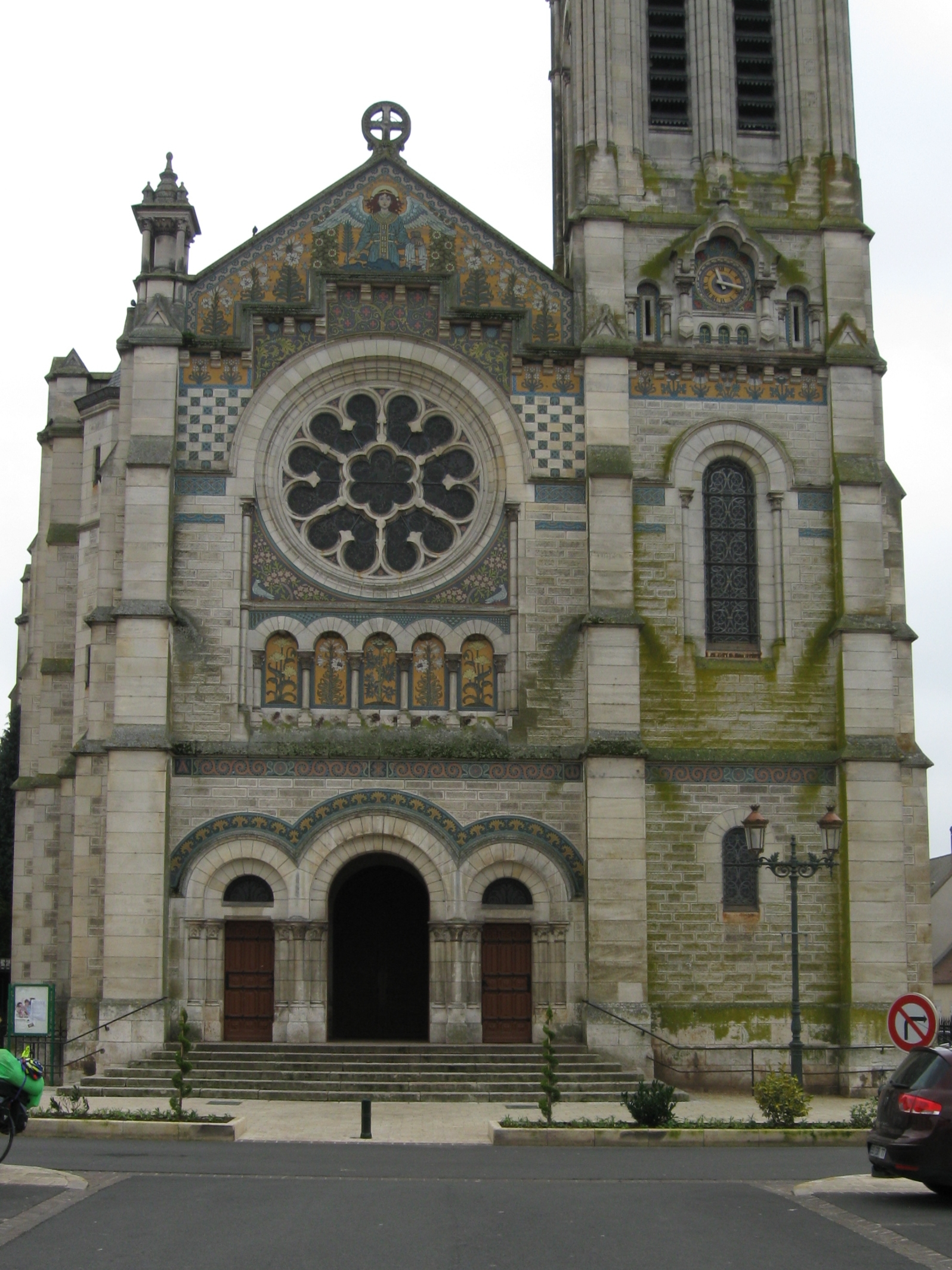
L'église Saint-Étienne.
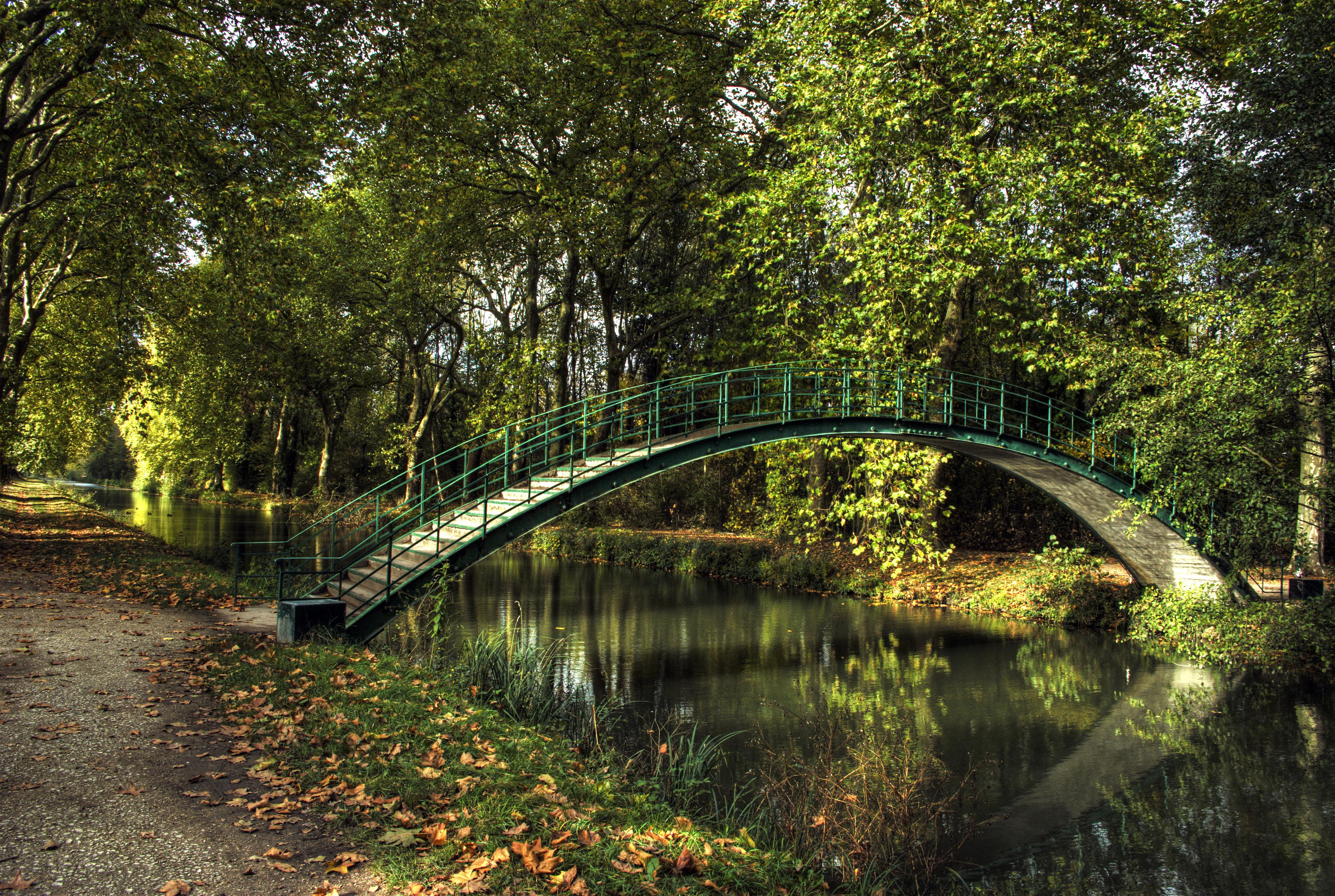
La passerelle vieux canal.
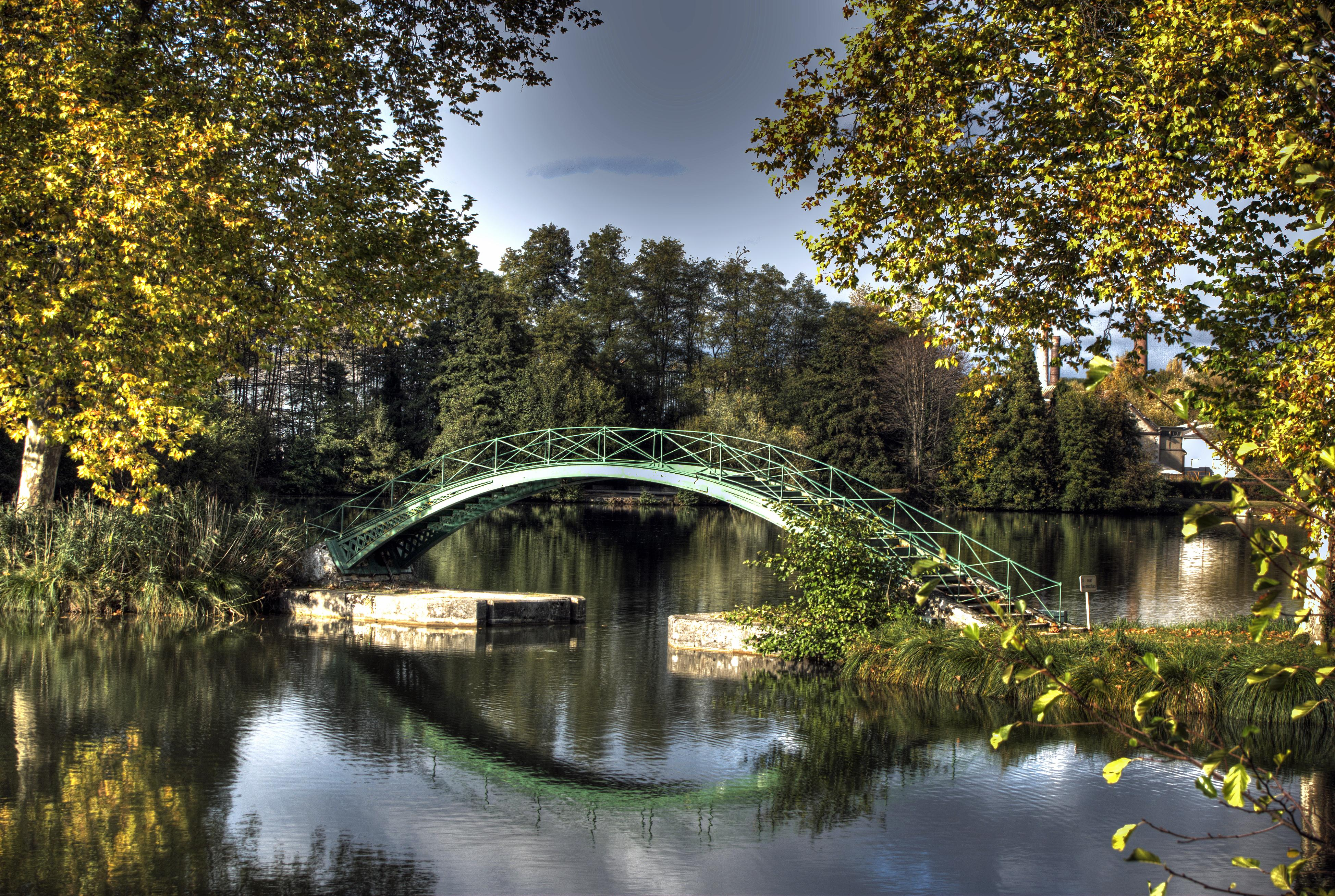
La passerelle au lieu-dit des Prés-Gris.
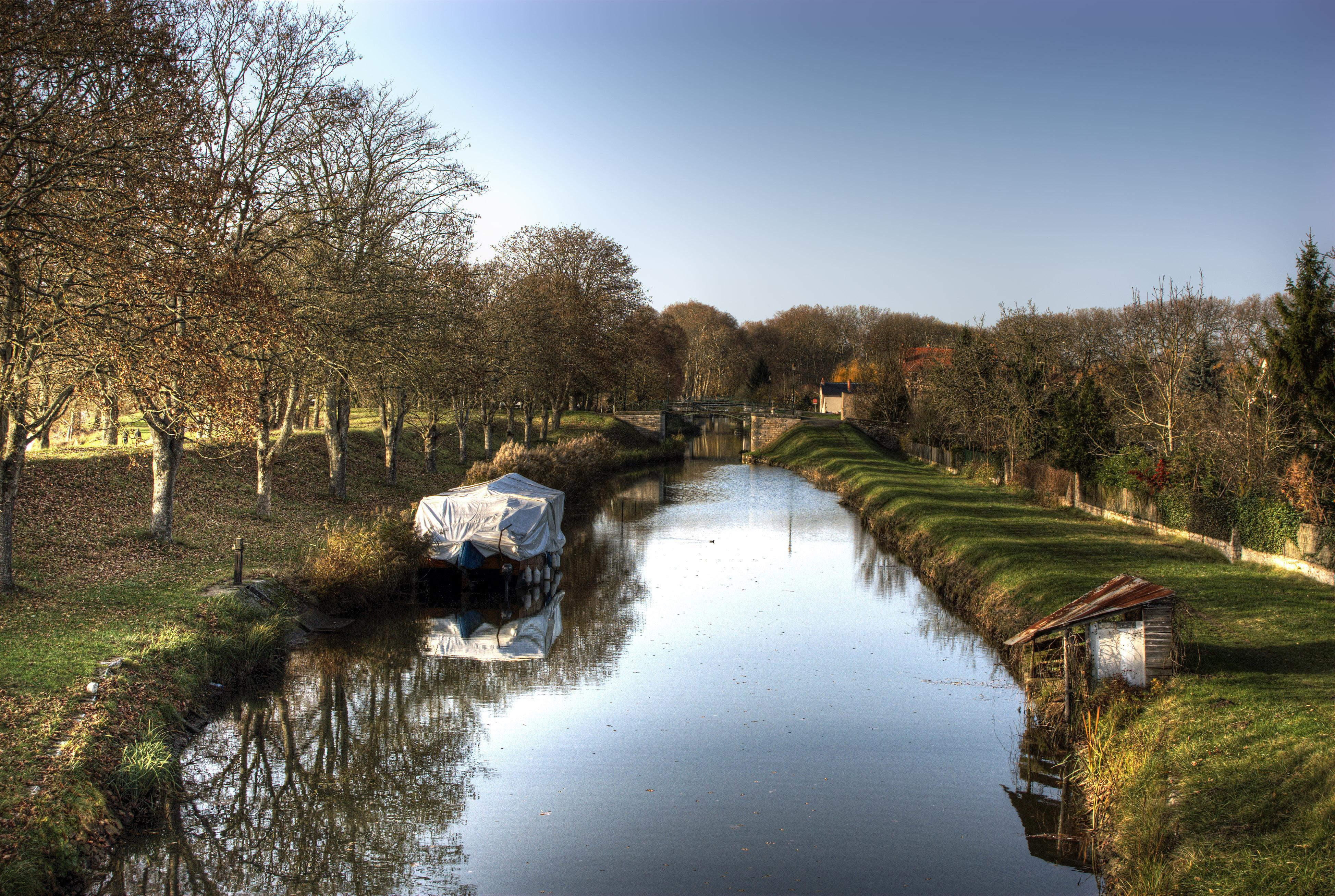
Le vieux canal.
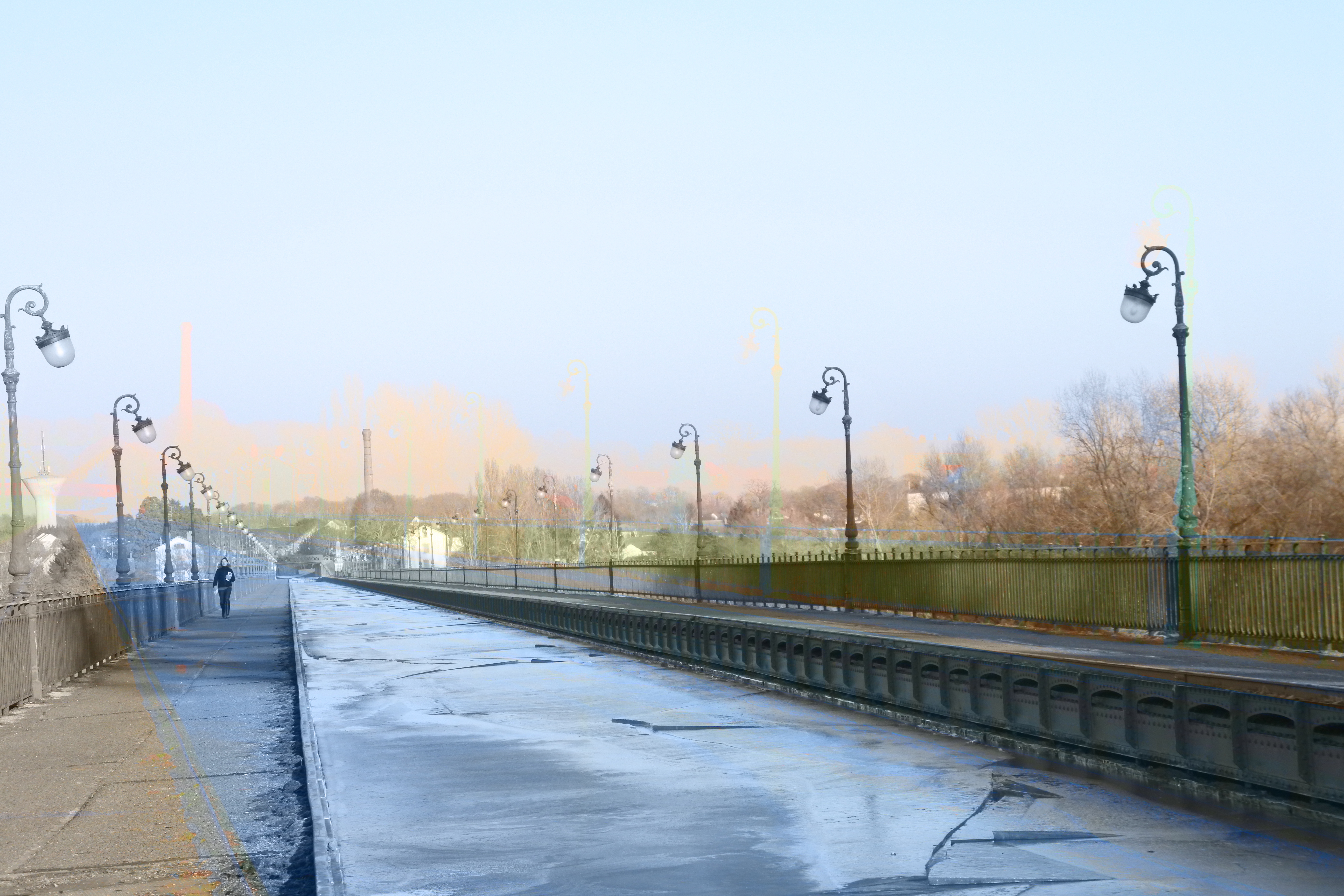
Le pont-canal en hiver.

### Équipements culturels

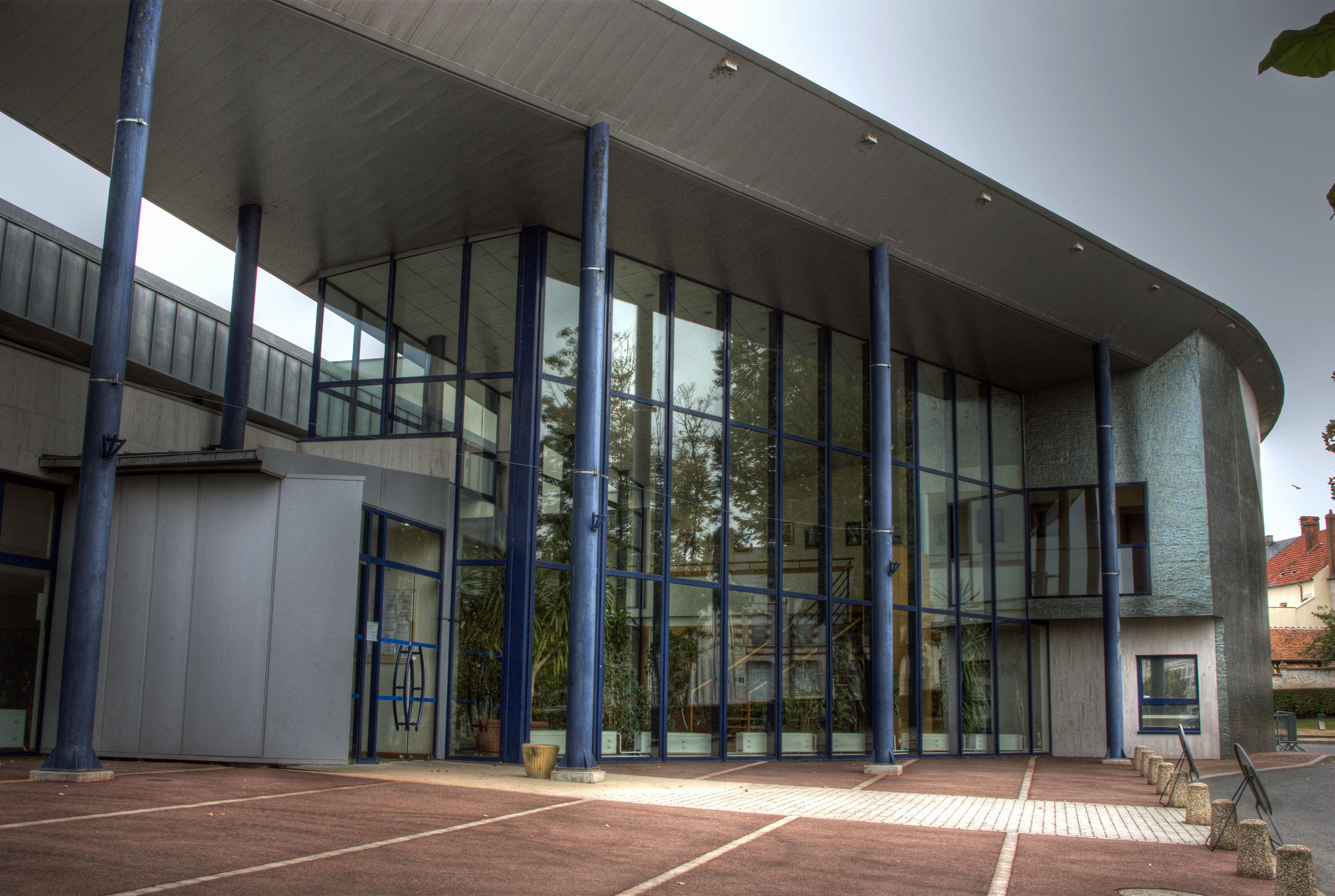
Le centre socio-culturel.

- Le musée de la mosaïque et des émaux de Briare[130] ;
- Le musée des deux marines et du pont-canal de Briare[131] ;
- L'école de musique et l'harmonie de Briare[132] ;
- Le centre socio-culturel ;
- La bibliothèque.

### Personnalités liées à la commune
- Claude Louis Réguis (1755-1832), politicien français, décédé dans la commune.
- Jean-Félix Bapterosses (1813-1885), inventeur et industriel français ayant notamment dirigé l'usine des émaux de Briare et la Faïencerie de Gien.
- Alfred Loreau (1843-1922), industriel ayant notamment dirigé l'usine des émaux de Briare et la faïencerie de Gien et politicien français (député du Loiret).
- Ernest Guingand (1845-1927), homme politique, député du Loiret de 1901 à 1906 puis sénateur du Loiret de 1906 à 1920.
- Camille Fonce (1867-1937), graveur français né dans la commune.
- Henri Nibelle (1883-1967), organiste, maître de chœur et compositeur français, né dans la commune.
- Camille Delamour (1896-1965), poète français, né dans la commune.
- Jean-Marie Proslier (1928-1997), acteur et fantaisiste français, y est enterré.
- Marie Réache (née en 1971), comédienne française s'étant produite à la compagnie du Théâtre de l’Escabeau à Briare.

## Tourisme
Le port de Briare, port de plaisance établi sur le canal, figure au palmarès 2013 du Pavillon Bleu d'Europe.
Briare est ville étape de l’itinéraire « La Loire à vélo » et d’EuroVelo 6 et possède le label touristique de Station verte.

### Héraldique
| Blason de Briare | Les armes de Briare se blasonnent ainsi : De gueules à trois fasces ondées d’argent. |